# Deep Blue đấu với Kasparov, 1997, Ván 6
Ván 6 của trận tái đấu giữa Deep Blue và Garry Kasparov diễn ra tại thành phố New York lúc 3 giờ chiều EDT ngày 11 tháng 5 năm 1997. Đây là ván cuối cùng của trận đấu năm đó.
Deep Blue đã trở nên mạnh hơn so với thời điểm diễn ra trận đấu một năm trước với Kasparov và giờ nó có một biệt danh không chính thức là "Deeper Blue". Trước ván đấu này, tỉ số đang là hòa 2½–2½. Kasparov thắng ván đầu, thua ván thứ hai, và hòa các ván 3, 4, 5 (sau khi có được thế trận thuận lợi trong cả ba ván).
Thất bại của Kasparov trong ván 6 đã đánh dấu lần đầu tiên một chiếc máy tính đánh bại một nhà vô địch cờ vua thế giới trong một trận đấu kéo dài một số lượng ván nhất định. Điều này, cộng với thực tế Kasparov thua chóng vánh chỉ trong vòng 19 nước tương đương khoảng thời gian thi đấu hơn một giờ đã thu hút rất nhiều sự chú ý của truyền thông.

## Diễn biến ván đấu
Trắng: Deep Blue   Đen: Garry Kasparov   Khai cuộc: Phòng thủ Caro-Kann, Phương án Steinitz (ECO B17)
|   | a | b | c | d | e | f | g | h |   |
| 8 | a8 black rook · c8 black bishop · d8 black queen · e8 black king · f8 black bishop · g8 black knight · h8 black rook · a7 black pawn · b7 black pawn · d7 black knight · e7 black pawn · f7 black pawn · g7 black pawn · h7 black pawn · c6 black pawn · g5 white knight · d4 white pawn · a2 white pawn · b2 white pawn · c2 white pawn · f2 white pawn · g2 white pawn · h2 white pawn · a1 white rook · c1 white bishop · d1 white queen · e1 white king · f1 white bishop · g1 white knight · h1 white rook | a8 black rook · c8 black bishop · d8 black queen · e8 black king · f8 black bishop · g8 black knight · h8 black rook · a7 black pawn · b7 black pawn · d7 black knight · e7 black pawn · f7 black pawn · g7 black pawn · h7 black pawn · c6 black pawn · g5 white knight · d4 white pawn · a2 white pawn · b2 white pawn · c2 white pawn · f2 white pawn · g2 white pawn · h2 white pawn · a1 white rook · c1 white bishop · d1 white queen · e1 white king · f1 white bishop · g1 white knight · h1 white rook | a8 black rook · c8 black bishop · d8 black queen · e8 black king · f8 black bishop · g8 black knight · h8 black rook · a7 black pawn · b7 black pawn · d7 black knight · e7 black pawn · f7 black pawn · g7 black pawn · h7 black pawn · c6 black pawn · g5 white knight · d4 white pawn · a2 white pawn · b2 white pawn · c2 white pawn · f2 white pawn · g2 white pawn · h2 white pawn · a1 white rook · c1 white bishop · d1 white queen · e1 white king · f1 white bishop · g1 white knight · h1 white rook | a8 black rook · c8 black bishop · d8 black queen · e8 black king · f8 black bishop · g8 black knight · h8 black rook · a7 black pawn · b7 black pawn · d7 black knight · e7 black pawn · f7 black pawn · g7 black pawn · h7 black pawn · c6 black pawn · g5 white knight · d4 white pawn · a2 white pawn · b2 white pawn · c2 white pawn · f2 white pawn · g2 white pawn · h2 white pawn · a1 white rook · c1 white bishop · d1 white queen · e1 white king · f1 white bishop · g1 white knight · h1 white rook | a8 black rook · c8 black bishop · d8 black queen · e8 black king · f8 black bishop · g8 black knight · h8 black rook · a7 black pawn · b7 black pawn · d7 black knight · e7 black pawn · f7 black pawn · g7 black pawn · h7 black pawn · c6 black pawn · g5 white knight · d4 white pawn · a2 white pawn · b2 white pawn · c2 white pawn · f2 white pawn · g2 white pawn · h2 white pawn · a1 white rook · c1 white bishop · d1 white queen · e1 white king · f1 white bishop · g1 white knight · h1 white rook | a8 black rook · c8 black bishop · d8 black queen · e8 black king · f8 black bishop · g8 black knight · h8 black rook · a7 black pawn · b7 black pawn · d7 black knight · e7 black pawn · f7 black pawn · g7 black pawn · h7 black pawn · c6 black pawn · g5 white knight · d4 white pawn · a2 white pawn · b2 white pawn · c2 white pawn · f2 white pawn · g2 white pawn · h2 white pawn · a1 white rook · c1 white bishop · d1 white queen · e1 white king · f1 white bishop · g1 white knight · h1 white rook | a8 black rook · c8 black bishop · d8 black queen · e8 black king · f8 black bishop · g8 black knight · h8 black rook · a7 black pawn · b7 black pawn · d7 black knight · e7 black pawn · f7 black pawn · g7 black pawn · h7 black pawn · c6 black pawn · g5 white knight · d4 white pawn · a2 white pawn · b2 white pawn · c2 white pawn · f2 white pawn · g2 white pawn · h2 white pawn · a1 white rook · c1 white bishop · d1 white queen · e1 white king · f1 white bishop · g1 white knight · h1 white rook | a8 black rook · c8 black bishop · d8 black queen · e8 black king · f8 black bishop · g8 black knight · h8 black rook · a7 black pawn · b7 black pawn · d7 black knight · e7 black pawn · f7 black pawn · g7 black pawn · h7 black pawn · c6 black pawn · g5 white knight · d4 white pawn · a2 white pawn · b2 white pawn · c2 white pawn · f2 white pawn · g2 white pawn · h2 white pawn · a1 white rook · c1 white bishop · d1 white queen · e1 white king · f1 white bishop · g1 white knight · h1 white rook | 8 |
| 7 | a8 black rook · c8 black bishop · d8 black queen · e8 black king · f8 black bishop · g8 black knight · h8 black rook · a7 black pawn · b7 black pawn · d7 black knight · e7 black pawn · f7 black pawn · g7 black pawn · h7 black pawn · c6 black pawn · g5 white knight · d4 white pawn · a2 white pawn · b2 white pawn · c2 white pawn · f2 white pawn · g2 white pawn · h2 white pawn · a1 white rook · c1 white bishop · d1 white queen · e1 white king · f1 white bishop · g1 white knight · h1 white rook | a8 black rook · c8 black bishop · d8 black queen · e8 black king · f8 black bishop · g8 black knight · h8 black rook · a7 black pawn · b7 black pawn · d7 black knight · e7 black pawn · f7 black pawn · g7 black pawn · h7 black pawn · c6 black pawn · g5 white knight · d4 white pawn · a2 white pawn · b2 white pawn · c2 white pawn · f2 white pawn · g2 white pawn · h2 white pawn · a1 white rook · c1 white bishop · d1 white queen · e1 white king · f1 white bishop · g1 white knight · h1 white rook | a8 black rook · c8 black bishop · d8 black queen · e8 black king · f8 black bishop · g8 black knight · h8 black rook · a7 black pawn · b7 black pawn · d7 black knight · e7 black pawn · f7 black pawn · g7 black pawn · h7 black pawn · c6 black pawn · g5 white knight · d4 white pawn · a2 white pawn · b2 white pawn · c2 white pawn · f2 white pawn · g2 white pawn · h2 white pawn · a1 white rook · c1 white bishop · d1 white queen · e1 white king · f1 white bishop · g1 white knight · h1 white rook | a8 black rook · c8 black bishop · d8 black queen · e8 black king · f8 black bishop · g8 black knight · h8 black rook · a7 black pawn · b7 black pawn · d7 black knight · e7 black pawn · f7 black pawn · g7 black pawn · h7 black pawn · c6 black pawn · g5 white knight · d4 white pawn · a2 white pawn · b2 white pawn · c2 white pawn · f2 white pawn · g2 white pawn · h2 white pawn · a1 white rook · c1 white bishop · d1 white queen · e1 white king · f1 white bishop · g1 white knight · h1 white rook | a8 black rook · c8 black bishop · d8 black queen · e8 black king · f8 black bishop · g8 black knight · h8 black rook · a7 black pawn · b7 black pawn · d7 black knight · e7 black pawn · f7 black pawn · g7 black pawn · h7 black pawn · c6 black pawn · g5 white knight · d4 white pawn · a2 white pawn · b2 white pawn · c2 white pawn · f2 white pawn · g2 white pawn · h2 white pawn · a1 white rook · c1 white bishop · d1 white queen · e1 white king · f1 white bishop · g1 white knight · h1 white rook | a8 black rook · c8 black bishop · d8 black queen · e8 black king · f8 black bishop · g8 black knight · h8 black rook · a7 black pawn · b7 black pawn · d7 black knight · e7 black pawn · f7 black pawn · g7 black pawn · h7 black pawn · c6 black pawn · g5 white knight · d4 white pawn · a2 white pawn · b2 white pawn · c2 white pawn · f2 white pawn · g2 white pawn · h2 white pawn · a1 white rook · c1 white bishop · d1 white queen · e1 white king · f1 white bishop · g1 white knight · h1 white rook | a8 black rook · c8 black bishop · d8 black queen · e8 black king · f8 black bishop · g8 black knight · h8 black rook · a7 black pawn · b7 black pawn · d7 black knight · e7 black pawn · f7 black pawn · g7 black pawn · h7 black pawn · c6 black pawn · g5 white knight · d4 white pawn · a2 white pawn · b2 white pawn · c2 white pawn · f2 white pawn · g2 white pawn · h2 white pawn · a1 white rook · c1 white bishop · d1 white queen · e1 white king · f1 white bishop · g1 white knight · h1 white rook | a8 black rook · c8 black bishop · d8 black queen · e8 black king · f8 black bishop · g8 black knight · h8 black rook · a7 black pawn · b7 black pawn · d7 black knight · e7 black pawn · f7 black pawn · g7 black pawn · h7 black pawn · c6 black pawn · g5 white knight · d4 white pawn · a2 white pawn · b2 white pawn · c2 white pawn · f2 white pawn · g2 white pawn · h2 white pawn · a1 white rook · c1 white bishop · d1 white queen · e1 white king · f1 white bishop · g1 white knight · h1 white rook | 7 |
| 6 | a8 black rook · c8 black bishop · d8 black queen · e8 black king · f8 black bishop · g8 black knight · h8 black rook · a7 black pawn · b7 black pawn · d7 black knight · e7 black pawn · f7 black pawn · g7 black pawn · h7 black pawn · c6 black pawn · g5 white knight · d4 white pawn · a2 white pawn · b2 white pawn · c2 white pawn · f2 white pawn · g2 white pawn · h2 white pawn · a1 white rook · c1 white bishop · d1 white queen · e1 white king · f1 white bishop · g1 white knight · h1 white rook | a8 black rook · c8 black bishop · d8 black queen · e8 black king · f8 black bishop · g8 black knight · h8 black rook · a7 black pawn · b7 black pawn · d7 black knight · e7 black pawn · f7 black pawn · g7 black pawn · h7 black pawn · c6 black pawn · g5 white knight · d4 white pawn · a2 white pawn · b2 white pawn · c2 white pawn · f2 white pawn · g2 white pawn · h2 white pawn · a1 white rook · c1 white bishop · d1 white queen · e1 white king · f1 white bishop · g1 white knight · h1 white rook | a8 black rook · c8 black bishop · d8 black queen · e8 black king · f8 black bishop · g8 black knight · h8 black rook · a7 black pawn · b7 black pawn · d7 black knight · e7 black pawn · f7 black pawn · g7 black pawn · h7 black pawn · c6 black pawn · g5 white knight · d4 white pawn · a2 white pawn · b2 white pawn · c2 white pawn · f2 white pawn · g2 white pawn · h2 white pawn · a1 white rook · c1 white bishop · d1 white queen · e1 white king · f1 white bishop · g1 white knight · h1 white rook | a8 black rook · c8 black bishop · d8 black queen · e8 black king · f8 black bishop · g8 black knight · h8 black rook · a7 black pawn · b7 black pawn · d7 black knight · e7 black pawn · f7 black pawn · g7 black pawn · h7 black pawn · c6 black pawn · g5 white knight · d4 white pawn · a2 white pawn · b2 white pawn · c2 white pawn · f2 white pawn · g2 white pawn · h2 white pawn · a1 white rook · c1 white bishop · d1 white queen · e1 white king · f1 white bishop · g1 white knight · h1 white rook | a8 black rook · c8 black bishop · d8 black queen · e8 black king · f8 black bishop · g8 black knight · h8 black rook · a7 black pawn · b7 black pawn · d7 black knight · e7 black pawn · f7 black pawn · g7 black pawn · h7 black pawn · c6 black pawn · g5 white knight · d4 white pawn · a2 white pawn · b2 white pawn · c2 white pawn · f2 white pawn · g2 white pawn · h2 white pawn · a1 white rook · c1 white bishop · d1 white queen · e1 white king · f1 white bishop · g1 white knight · h1 white rook | a8 black rook · c8 black bishop · d8 black queen · e8 black king · f8 black bishop · g8 black knight · h8 black rook · a7 black pawn · b7 black pawn · d7 black knight · e7 black pawn · f7 black pawn · g7 black pawn · h7 black pawn · c6 black pawn · g5 white knight · d4 white pawn · a2 white pawn · b2 white pawn · c2 white pawn · f2 white pawn · g2 white pawn · h2 white pawn · a1 white rook · c1 white bishop · d1 white queen · e1 white king · f1 white bishop · g1 white knight · h1 white rook | a8 black rook · c8 black bishop · d8 black queen · e8 black king · f8 black bishop · g8 black knight · h8 black rook · a7 black pawn · b7 black pawn · d7 black knight · e7 black pawn · f7 black pawn · g7 black pawn · h7 black pawn · c6 black pawn · g5 white knight · d4 white pawn · a2 white pawn · b2 white pawn · c2 white pawn · f2 white pawn · g2 white pawn · h2 white pawn · a1 white rook · c1 white bishop · d1 white queen · e1 white king · f1 white bishop · g1 white knight · h1 white rook | a8 black rook · c8 black bishop · d8 black queen · e8 black king · f8 black bishop · g8 black knight · h8 black rook · a7 black pawn · b7 black pawn · d7 black knight · e7 black pawn · f7 black pawn · g7 black pawn · h7 black pawn · c6 black pawn · g5 white knight · d4 white pawn · a2 white pawn · b2 white pawn · c2 white pawn · f2 white pawn · g2 white pawn · h2 white pawn · a1 white rook · c1 white bishop · d1 white queen · e1 white king · f1 white bishop · g1 white knight · h1 white rook | 6 |
| 5 | a8 black rook · c8 black bishop · d8 black queen · e8 black king · f8 black bishop · g8 black knight · h8 black rook · a7 black pawn · b7 black pawn · d7 black knight · e7 black pawn · f7 black pawn · g7 black pawn · h7 black pawn · c6 black pawn · g5 white knight · d4 white pawn · a2 white pawn · b2 white pawn · c2 white pawn · f2 white pawn · g2 white pawn · h2 white pawn · a1 white rook · c1 white bishop · d1 white queen · e1 white king · f1 white bishop · g1 white knight · h1 white rook | a8 black rook · c8 black bishop · d8 black queen · e8 black king · f8 black bishop · g8 black knight · h8 black rook · a7 black pawn · b7 black pawn · d7 black knight · e7 black pawn · f7 black pawn · g7 black pawn · h7 black pawn · c6 black pawn · g5 white knight · d4 white pawn · a2 white pawn · b2 white pawn · c2 white pawn · f2 white pawn · g2 white pawn · h2 white pawn · a1 white rook · c1 white bishop · d1 white queen · e1 white king · f1 white bishop · g1 white knight · h1 white rook | a8 black rook · c8 black bishop · d8 black queen · e8 black king · f8 black bishop · g8 black knight · h8 black rook · a7 black pawn · b7 black pawn · d7 black knight · e7 black pawn · f7 black pawn · g7 black pawn · h7 black pawn · c6 black pawn · g5 white knight · d4 white pawn · a2 white pawn · b2 white pawn · c2 white pawn · f2 white pawn · g2 white pawn · h2 white pawn · a1 white rook · c1 white bishop · d1 white queen · e1 white king · f1 white bishop · g1 white knight · h1 white rook | a8 black rook · c8 black bishop · d8 black queen · e8 black king · f8 black bishop · g8 black knight · h8 black rook · a7 black pawn · b7 black pawn · d7 black knight · e7 black pawn · f7 black pawn · g7 black pawn · h7 black pawn · c6 black pawn · g5 white knight · d4 white pawn · a2 white pawn · b2 white pawn · c2 white pawn · f2 white pawn · g2 white pawn · h2 white pawn · a1 white rook · c1 white bishop · d1 white queen · e1 white king · f1 white bishop · g1 white knight · h1 white rook | a8 black rook · c8 black bishop · d8 black queen · e8 black king · f8 black bishop · g8 black knight · h8 black rook · a7 black pawn · b7 black pawn · d7 black knight · e7 black pawn · f7 black pawn · g7 black pawn · h7 black pawn · c6 black pawn · g5 white knight · d4 white pawn · a2 white pawn · b2 white pawn · c2 white pawn · f2 white pawn · g2 white pawn · h2 white pawn · a1 white rook · c1 white bishop · d1 white queen · e1 white king · f1 white bishop · g1 white knight · h1 white rook | a8 black rook · c8 black bishop · d8 black queen · e8 black king · f8 black bishop · g8 black knight · h8 black rook · a7 black pawn · b7 black pawn · d7 black knight · e7 black pawn · f7 black pawn · g7 black pawn · h7 black pawn · c6 black pawn · g5 white knight · d4 white pawn · a2 white pawn · b2 white pawn · c2 white pawn · f2 white pawn · g2 white pawn · h2 white pawn · a1 white rook · c1 white bishop · d1 white queen · e1 white king · f1 white bishop · g1 white knight · h1 white rook | a8 black rook · c8 black bishop · d8 black queen · e8 black king · f8 black bishop · g8 black knight · h8 black rook · a7 black pawn · b7 black pawn · d7 black knight · e7 black pawn · f7 black pawn · g7 black pawn · h7 black pawn · c6 black pawn · g5 white knight · d4 white pawn · a2 white pawn · b2 white pawn · c2 white pawn · f2 white pawn · g2 white pawn · h2 white pawn · a1 white rook · c1 white bishop · d1 white queen · e1 white king · f1 white bishop · g1 white knight · h1 white rook | a8 black rook · c8 black bishop · d8 black queen · e8 black king · f8 black bishop · g8 black knight · h8 black rook · a7 black pawn · b7 black pawn · d7 black knight · e7 black pawn · f7 black pawn · g7 black pawn · h7 black pawn · c6 black pawn · g5 white knight · d4 white pawn · a2 white pawn · b2 white pawn · c2 white pawn · f2 white pawn · g2 white pawn · h2 white pawn · a1 white rook · c1 white bishop · d1 white queen · e1 white king · f1 white bishop · g1 white knight · h1 white rook | 5 |
| 4 | a8 black rook · c8 black bishop · d8 black queen · e8 black king · f8 black bishop · g8 black knight · h8 black rook · a7 black pawn · b7 black pawn · d7 black knight · e7 black pawn · f7 black pawn · g7 black pawn · h7 black pawn · c6 black pawn · g5 white knight · d4 white pawn · a2 white pawn · b2 white pawn · c2 white pawn · f2 white pawn · g2 white pawn · h2 white pawn · a1 white rook · c1 white bishop · d1 white queen · e1 white king · f1 white bishop · g1 white knight · h1 white rook | a8 black rook · c8 black bishop · d8 black queen · e8 black king · f8 black bishop · g8 black knight · h8 black rook · a7 black pawn · b7 black pawn · d7 black knight · e7 black pawn · f7 black pawn · g7 black pawn · h7 black pawn · c6 black pawn · g5 white knight · d4 white pawn · a2 white pawn · b2 white pawn · c2 white pawn · f2 white pawn · g2 white pawn · h2 white pawn · a1 white rook · c1 white bishop · d1 white queen · e1 white king · f1 white bishop · g1 white knight · h1 white rook | a8 black rook · c8 black bishop · d8 black queen · e8 black king · f8 black bishop · g8 black knight · h8 black rook · a7 black pawn · b7 black pawn · d7 black knight · e7 black pawn · f7 black pawn · g7 black pawn · h7 black pawn · c6 black pawn · g5 white knight · d4 white pawn · a2 white pawn · b2 white pawn · c2 white pawn · f2 white pawn · g2 white pawn · h2 white pawn · a1 white rook · c1 white bishop · d1 white queen · e1 white king · f1 white bishop · g1 white knight · h1 white rook | a8 black rook · c8 black bishop · d8 black queen · e8 black king · f8 black bishop · g8 black knight · h8 black rook · a7 black pawn · b7 black pawn · d7 black knight · e7 black pawn · f7 black pawn · g7 black pawn · h7 black pawn · c6 black pawn · g5 white knight · d4 white pawn · a2 white pawn · b2 white pawn · c2 white pawn · f2 white pawn · g2 white pawn · h2 white pawn · a1 white rook · c1 white bishop · d1 white queen · e1 white king · f1 white bishop · g1 white knight · h1 white rook | a8 black rook · c8 black bishop · d8 black queen · e8 black king · f8 black bishop · g8 black knight · h8 black rook · a7 black pawn · b7 black pawn · d7 black knight · e7 black pawn · f7 black pawn · g7 black pawn · h7 black pawn · c6 black pawn · g5 white knight · d4 white pawn · a2 white pawn · b2 white pawn · c2 white pawn · f2 white pawn · g2 white pawn · h2 white pawn · a1 white rook · c1 white bishop · d1 white queen · e1 white king · f1 white bishop · g1 white knight · h1 white rook | a8 black rook · c8 black bishop · d8 black queen · e8 black king · f8 black bishop · g8 black knight · h8 black rook · a7 black pawn · b7 black pawn · d7 black knight · e7 black pawn · f7 black pawn · g7 black pawn · h7 black pawn · c6 black pawn · g5 white knight · d4 white pawn · a2 white pawn · b2 white pawn · c2 white pawn · f2 white pawn · g2 white pawn · h2 white pawn · a1 white rook · c1 white bishop · d1 white queen · e1 white king · f1 white bishop · g1 white knight · h1 white rook | a8 black rook · c8 black bishop · d8 black queen · e8 black king · f8 black bishop · g8 black knight · h8 black rook · a7 black pawn · b7 black pawn · d7 black knight · e7 black pawn · f7 black pawn · g7 black pawn · h7 black pawn · c6 black pawn · g5 white knight · d4 white pawn · a2 white pawn · b2 white pawn · c2 white pawn · f2 white pawn · g2 white pawn · h2 white pawn · a1 white rook · c1 white bishop · d1 white queen · e1 white king · f1 white bishop · g1 white knight · h1 white rook | a8 black rook · c8 black bishop · d8 black queen · e8 black king · f8 black bishop · g8 black knight · h8 black rook · a7 black pawn · b7 black pawn · d7 black knight · e7 black pawn · f7 black pawn · g7 black pawn · h7 black pawn · c6 black pawn · g5 white knight · d4 white pawn · a2 white pawn · b2 white pawn · c2 white pawn · f2 white pawn · g2 white pawn · h2 white pawn · a1 white rook · c1 white bishop · d1 white queen · e1 white king · f1 white bishop · g1 white knight · h1 white rook | 4 |
| 3 | a8 black rook · c8 black bishop · d8 black queen · e8 black king · f8 black bishop · g8 black knight · h8 black rook · a7 black pawn · b7 black pawn · d7 black knight · e7 black pawn · f7 black pawn · g7 black pawn · h7 black pawn · c6 black pawn · g5 white knight · d4 white pawn · a2 white pawn · b2 white pawn · c2 white pawn · f2 white pawn · g2 white pawn · h2 white pawn · a1 white rook · c1 white bishop · d1 white queen · e1 white king · f1 white bishop · g1 white knight · h1 white rook | a8 black rook · c8 black bishop · d8 black queen · e8 black king · f8 black bishop · g8 black knight · h8 black rook · a7 black pawn · b7 black pawn · d7 black knight · e7 black pawn · f7 black pawn · g7 black pawn · h7 black pawn · c6 black pawn · g5 white knight · d4 white pawn · a2 white pawn · b2 white pawn · c2 white pawn · f2 white pawn · g2 white pawn · h2 white pawn · a1 white rook · c1 white bishop · d1 white queen · e1 white king · f1 white bishop · g1 white knight · h1 white rook | a8 black rook · c8 black bishop · d8 black queen · e8 black king · f8 black bishop · g8 black knight · h8 black rook · a7 black pawn · b7 black pawn · d7 black knight · e7 black pawn · f7 black pawn · g7 black pawn · h7 black pawn · c6 black pawn · g5 white knight · d4 white pawn · a2 white pawn · b2 white pawn · c2 white pawn · f2 white pawn · g2 white pawn · h2 white pawn · a1 white rook · c1 white bishop · d1 white queen · e1 white king · f1 white bishop · g1 white knight · h1 white rook | a8 black rook · c8 black bishop · d8 black queen · e8 black king · f8 black bishop · g8 black knight · h8 black rook · a7 black pawn · b7 black pawn · d7 black knight · e7 black pawn · f7 black pawn · g7 black pawn · h7 black pawn · c6 black pawn · g5 white knight · d4 white pawn · a2 white pawn · b2 white pawn · c2 white pawn · f2 white pawn · g2 white pawn · h2 white pawn · a1 white rook · c1 white bishop · d1 white queen · e1 white king · f1 white bishop · g1 white knight · h1 white rook | a8 black rook · c8 black bishop · d8 black queen · e8 black king · f8 black bishop · g8 black knight · h8 black rook · a7 black pawn · b7 black pawn · d7 black knight · e7 black pawn · f7 black pawn · g7 black pawn · h7 black pawn · c6 black pawn · g5 white knight · d4 white pawn · a2 white pawn · b2 white pawn · c2 white pawn · f2 white pawn · g2 white pawn · h2 white pawn · a1 white rook · c1 white bishop · d1 white queen · e1 white king · f1 white bishop · g1 white knight · h1 white rook | a8 black rook · c8 black bishop · d8 black queen · e8 black king · f8 black bishop · g8 black knight · h8 black rook · a7 black pawn · b7 black pawn · d7 black knight · e7 black pawn · f7 black pawn · g7 black pawn · h7 black pawn · c6 black pawn · g5 white knight · d4 white pawn · a2 white pawn · b2 white pawn · c2 white pawn · f2 white pawn · g2 white pawn · h2 white pawn · a1 white rook · c1 white bishop · d1 white queen · e1 white king · f1 white bishop · g1 white knight · h1 white rook | a8 black rook · c8 black bishop · d8 black queen · e8 black king · f8 black bishop · g8 black knight · h8 black rook · a7 black pawn · b7 black pawn · d7 black knight · e7 black pawn · f7 black pawn · g7 black pawn · h7 black pawn · c6 black pawn · g5 white knight · d4 white pawn · a2 white pawn · b2 white pawn · c2 white pawn · f2 white pawn · g2 white pawn · h2 white pawn · a1 white rook · c1 white bishop · d1 white queen · e1 white king · f1 white bishop · g1 white knight · h1 white rook | a8 black rook · c8 black bishop · d8 black queen · e8 black king · f8 black bishop · g8 black knight · h8 black rook · a7 black pawn · b7 black pawn · d7 black knight · e7 black pawn · f7 black pawn · g7 black pawn · h7 black pawn · c6 black pawn · g5 white knight · d4 white pawn · a2 white pawn · b2 white pawn · c2 white pawn · f2 white pawn · g2 white pawn · h2 white pawn · a1 white rook · c1 white bishop · d1 white queen · e1 white king · f1 white bishop · g1 white knight · h1 white rook | 3 |
| 2 | a8 black rook · c8 black bishop · d8 black queen · e8 black king · f8 black bishop · g8 black knight · h8 black rook · a7 black pawn · b7 black pawn · d7 black knight · e7 black pawn · f7 black pawn · g7 black pawn · h7 black pawn · c6 black pawn · g5 white knight · d4 white pawn · a2 white pawn · b2 white pawn · c2 white pawn · f2 white pawn · g2 white pawn · h2 white pawn · a1 white rook · c1 white bishop · d1 white queen · e1 white king · f1 white bishop · g1 white knight · h1 white rook | a8 black rook · c8 black bishop · d8 black queen · e8 black king · f8 black bishop · g8 black knight · h8 black rook · a7 black pawn · b7 black pawn · d7 black knight · e7 black pawn · f7 black pawn · g7 black pawn · h7 black pawn · c6 black pawn · g5 white knight · d4 white pawn · a2 white pawn · b2 white pawn · c2 white pawn · f2 white pawn · g2 white pawn · h2 white pawn · a1 white rook · c1 white bishop · d1 white queen · e1 white king · f1 white bishop · g1 white knight · h1 white rook | a8 black rook · c8 black bishop · d8 black queen · e8 black king · f8 black bishop · g8 black knight · h8 black rook · a7 black pawn · b7 black pawn · d7 black knight · e7 black pawn · f7 black pawn · g7 black pawn · h7 black pawn · c6 black pawn · g5 white knight · d4 white pawn · a2 white pawn · b2 white pawn · c2 white pawn · f2 white pawn · g2 white pawn · h2 white pawn · a1 white rook · c1 white bishop · d1 white queen · e1 white king · f1 white bishop · g1 white knight · h1 white rook | a8 black rook · c8 black bishop · d8 black queen · e8 black king · f8 black bishop · g8 black knight · h8 black rook · a7 black pawn · b7 black pawn · d7 black knight · e7 black pawn · f7 black pawn · g7 black pawn · h7 black pawn · c6 black pawn · g5 white knight · d4 white pawn · a2 white pawn · b2 white pawn · c2 white pawn · f2 white pawn · g2 white pawn · h2 white pawn · a1 white rook · c1 white bishop · d1 white queen · e1 white king · f1 white bishop · g1 white knight · h1 white rook | a8 black rook · c8 black bishop · d8 black queen · e8 black king · f8 black bishop · g8 black knight · h8 black rook · a7 black pawn · b7 black pawn · d7 black knight · e7 black pawn · f7 black pawn · g7 black pawn · h7 black pawn · c6 black pawn · g5 white knight · d4 white pawn · a2 white pawn · b2 white pawn · c2 white pawn · f2 white pawn · g2 white pawn · h2 white pawn · a1 white rook · c1 white bishop · d1 white queen · e1 white king · f1 white bishop · g1 white knight · h1 white rook | a8 black rook · c8 black bishop · d8 black queen · e8 black king · f8 black bishop · g8 black knight · h8 black rook · a7 black pawn · b7 black pawn · d7 black knight · e7 black pawn · f7 black pawn · g7 black pawn · h7 black pawn · c6 black pawn · g5 white knight · d4 white pawn · a2 white pawn · b2 white pawn · c2 white pawn · f2 white pawn · g2 white pawn · h2 white pawn · a1 white rook · c1 white bishop · d1 white queen · e1 white king · f1 white bishop · g1 white knight · h1 white rook | a8 black rook · c8 black bishop · d8 black queen · e8 black king · f8 black bishop · g8 black knight · h8 black rook · a7 black pawn · b7 black pawn · d7 black knight · e7 black pawn · f7 black pawn · g7 black pawn · h7 black pawn · c6 black pawn · g5 white knight · d4 white pawn · a2 white pawn · b2 white pawn · c2 white pawn · f2 white pawn · g2 white pawn · h2 white pawn · a1 white rook · c1 white bishop · d1 white queen · e1 white king · f1 white bishop · g1 white knight · h1 white rook | a8 black rook · c8 black bishop · d8 black queen · e8 black king · f8 black bishop · g8 black knight · h8 black rook · a7 black pawn · b7 black pawn · d7 black knight · e7 black pawn · f7 black pawn · g7 black pawn · h7 black pawn · c6 black pawn · g5 white knight · d4 white pawn · a2 white pawn · b2 white pawn · c2 white pawn · f2 white pawn · g2 white pawn · h2 white pawn · a1 white rook · c1 white bishop · d1 white queen · e1 white king · f1 white bishop · g1 white knight · h1 white rook | 2 |
| 1 | a8 black rook · c8 black bishop · d8 black queen · e8 black king · f8 black bishop · g8 black knight · h8 black rook · a7 black pawn · b7 black pawn · d7 black knight · e7 black pawn · f7 black pawn · g7 black pawn · h7 black pawn · c6 black pawn · g5 white knight · d4 white pawn · a2 white pawn · b2 white pawn · c2 white pawn · f2 white pawn · g2 white pawn · h2 white pawn · a1 white rook · c1 white bishop · d1 white queen · e1 white king · f1 white bishop · g1 white knight · h1 white rook | a8 black rook · c8 black bishop · d8 black queen · e8 black king · f8 black bishop · g8 black knight · h8 black rook · a7 black pawn · b7 black pawn · d7 black knight · e7 black pawn · f7 black pawn · g7 black pawn · h7 black pawn · c6 black pawn · g5 white knight · d4 white pawn · a2 white pawn · b2 white pawn · c2 white pawn · f2 white pawn · g2 white pawn · h2 white pawn · a1 white rook · c1 white bishop · d1 white queen · e1 white king · f1 white bishop · g1 white knight · h1 white rook | a8 black rook · c8 black bishop · d8 black queen · e8 black king · f8 black bishop · g8 black knight · h8 black rook · a7 black pawn · b7 black pawn · d7 black knight · e7 black pawn · f7 black pawn · g7 black pawn · h7 black pawn · c6 black pawn · g5 white knight · d4 white pawn · a2 white pawn · b2 white pawn · c2 white pawn · f2 white pawn · g2 white pawn · h2 white pawn · a1 white rook · c1 white bishop · d1 white queen · e1 white king · f1 white bishop · g1 white knight · h1 white rook | a8 black rook · c8 black bishop · d8 black queen · e8 black king · f8 black bishop · g8 black knight · h8 black rook · a7 black pawn · b7 black pawn · d7 black knight · e7 black pawn · f7 black pawn · g7 black pawn · h7 black pawn · c6 black pawn · g5 white knight · d4 white pawn · a2 white pawn · b2 white pawn · c2 white pawn · f2 white pawn · g2 white pawn · h2 white pawn · a1 white rook · c1 white bishop · d1 white queen · e1 white king · f1 white bishop · g1 white knight · h1 white rook | a8 black rook · c8 black bishop · d8 black queen · e8 black king · f8 black bishop · g8 black knight · h8 black rook · a7 black pawn · b7 black pawn · d7 black knight · e7 black pawn · f7 black pawn · g7 black pawn · h7 black pawn · c6 black pawn · g5 white knight · d4 white pawn · a2 white pawn · b2 white pawn · c2 white pawn · f2 white pawn · g2 white pawn · h2 white pawn · a1 white rook · c1 white bishop · d1 white queen · e1 white king · f1 white bishop · g1 white knight · h1 white rook | a8 black rook · c8 black bishop · d8 black queen · e8 black king · f8 black bishop · g8 black knight · h8 black rook · a7 black pawn · b7 black pawn · d7 black knight · e7 black pawn · f7 black pawn · g7 black pawn · h7 black pawn · c6 black pawn · g5 white knight · d4 white pawn · a2 white pawn · b2 white pawn · c2 white pawn · f2 white pawn · g2 white pawn · h2 white pawn · a1 white rook · c1 white bishop · d1 white queen · e1 white king · f1 white bishop · g1 white knight · h1 white rook | a8 black rook · c8 black bishop · d8 black queen · e8 black king · f8 black bishop · g8 black knight · h8 black rook · a7 black pawn · b7 black pawn · d7 black knight · e7 black pawn · f7 black pawn · g7 black pawn · h7 black pawn · c6 black pawn · g5 white knight · d4 white pawn · a2 white pawn · b2 white pawn · c2 white pawn · f2 white pawn · g2 white pawn · h2 white pawn · a1 white rook · c1 white bishop · d1 white queen · e1 white king · f1 white bishop · g1 white knight · h1 white rook | a8 black rook · c8 black bishop · d8 black queen · e8 black king · f8 black bishop · g8 black knight · h8 black rook · a7 black pawn · b7 black pawn · d7 black knight · e7 black pawn · f7 black pawn · g7 black pawn · h7 black pawn · c6 black pawn · g5 white knight · d4 white pawn · a2 white pawn · b2 white pawn · c2 white pawn · f2 white pawn · g2 white pawn · h2 white pawn · a1 white rook · c1 white bishop · d1 white queen · e1 white king · f1 white bishop · g1 white knight · h1 white rook | 1 |
|   | a | b | c | d | e | f | g | h |   |

|   | a | b | c | d | e | f | g | h |   |
| 8 | a8 black rook · c8 black bishop · d8 black queen · e8 black king · f8 black bishop · h8 black rook · a7 black pawn · b7 black pawn · d7 black knight · f7 black pawn · g7 black pawn · c6 black pawn · e6 black pawn · f6 black knight · h6 black pawn · g5 white knight · d4 white pawn · d3 white bishop · f3 white knight · a2 white pawn · b2 white pawn · c2 white pawn · f2 white pawn · g2 white pawn · h2 white pawn · a1 white rook · c1 white bishop · d1 white queen · e1 white king · h1 white rook | a8 black rook · c8 black bishop · d8 black queen · e8 black king · f8 black bishop · h8 black rook · a7 black pawn · b7 black pawn · d7 black knight · f7 black pawn · g7 black pawn · c6 black pawn · e6 black pawn · f6 black knight · h6 black pawn · g5 white knight · d4 white pawn · d3 white bishop · f3 white knight · a2 white pawn · b2 white pawn · c2 white pawn · f2 white pawn · g2 white pawn · h2 white pawn · a1 white rook · c1 white bishop · d1 white queen · e1 white king · h1 white rook | a8 black rook · c8 black bishop · d8 black queen · e8 black king · f8 black bishop · h8 black rook · a7 black pawn · b7 black pawn · d7 black knight · f7 black pawn · g7 black pawn · c6 black pawn · e6 black pawn · f6 black knight · h6 black pawn · g5 white knight · d4 white pawn · d3 white bishop · f3 white knight · a2 white pawn · b2 white pawn · c2 white pawn · f2 white pawn · g2 white pawn · h2 white pawn · a1 white rook · c1 white bishop · d1 white queen · e1 white king · h1 white rook | a8 black rook · c8 black bishop · d8 black queen · e8 black king · f8 black bishop · h8 black rook · a7 black pawn · b7 black pawn · d7 black knight · f7 black pawn · g7 black pawn · c6 black pawn · e6 black pawn · f6 black knight · h6 black pawn · g5 white knight · d4 white pawn · d3 white bishop · f3 white knight · a2 white pawn · b2 white pawn · c2 white pawn · f2 white pawn · g2 white pawn · h2 white pawn · a1 white rook · c1 white bishop · d1 white queen · e1 white king · h1 white rook | a8 black rook · c8 black bishop · d8 black queen · e8 black king · f8 black bishop · h8 black rook · a7 black pawn · b7 black pawn · d7 black knight · f7 black pawn · g7 black pawn · c6 black pawn · e6 black pawn · f6 black knight · h6 black pawn · g5 white knight · d4 white pawn · d3 white bishop · f3 white knight · a2 white pawn · b2 white pawn · c2 white pawn · f2 white pawn · g2 white pawn · h2 white pawn · a1 white rook · c1 white bishop · d1 white queen · e1 white king · h1 white rook | a8 black rook · c8 black bishop · d8 black queen · e8 black king · f8 black bishop · h8 black rook · a7 black pawn · b7 black pawn · d7 black knight · f7 black pawn · g7 black pawn · c6 black pawn · e6 black pawn · f6 black knight · h6 black pawn · g5 white knight · d4 white pawn · d3 white bishop · f3 white knight · a2 white pawn · b2 white pawn · c2 white pawn · f2 white pawn · g2 white pawn · h2 white pawn · a1 white rook · c1 white bishop · d1 white queen · e1 white king · h1 white rook | a8 black rook · c8 black bishop · d8 black queen · e8 black king · f8 black bishop · h8 black rook · a7 black pawn · b7 black pawn · d7 black knight · f7 black pawn · g7 black pawn · c6 black pawn · e6 black pawn · f6 black knight · h6 black pawn · g5 white knight · d4 white pawn · d3 white bishop · f3 white knight · a2 white pawn · b2 white pawn · c2 white pawn · f2 white pawn · g2 white pawn · h2 white pawn · a1 white rook · c1 white bishop · d1 white queen · e1 white king · h1 white rook | a8 black rook · c8 black bishop · d8 black queen · e8 black king · f8 black bishop · h8 black rook · a7 black pawn · b7 black pawn · d7 black knight · f7 black pawn · g7 black pawn · c6 black pawn · e6 black pawn · f6 black knight · h6 black pawn · g5 white knight · d4 white pawn · d3 white bishop · f3 white knight · a2 white pawn · b2 white pawn · c2 white pawn · f2 white pawn · g2 white pawn · h2 white pawn · a1 white rook · c1 white bishop · d1 white queen · e1 white king · h1 white rook | 8 |
| 7 | a8 black rook · c8 black bishop · d8 black queen · e8 black king · f8 black bishop · h8 black rook · a7 black pawn · b7 black pawn · d7 black knight · f7 black pawn · g7 black pawn · c6 black pawn · e6 black pawn · f6 black knight · h6 black pawn · g5 white knight · d4 white pawn · d3 white bishop · f3 white knight · a2 white pawn · b2 white pawn · c2 white pawn · f2 white pawn · g2 white pawn · h2 white pawn · a1 white rook · c1 white bishop · d1 white queen · e1 white king · h1 white rook | a8 black rook · c8 black bishop · d8 black queen · e8 black king · f8 black bishop · h8 black rook · a7 black pawn · b7 black pawn · d7 black knight · f7 black pawn · g7 black pawn · c6 black pawn · e6 black pawn · f6 black knight · h6 black pawn · g5 white knight · d4 white pawn · d3 white bishop · f3 white knight · a2 white pawn · b2 white pawn · c2 white pawn · f2 white pawn · g2 white pawn · h2 white pawn · a1 white rook · c1 white bishop · d1 white queen · e1 white king · h1 white rook | a8 black rook · c8 black bishop · d8 black queen · e8 black king · f8 black bishop · h8 black rook · a7 black pawn · b7 black pawn · d7 black knight · f7 black pawn · g7 black pawn · c6 black pawn · e6 black pawn · f6 black knight · h6 black pawn · g5 white knight · d4 white pawn · d3 white bishop · f3 white knight · a2 white pawn · b2 white pawn · c2 white pawn · f2 white pawn · g2 white pawn · h2 white pawn · a1 white rook · c1 white bishop · d1 white queen · e1 white king · h1 white rook | a8 black rook · c8 black bishop · d8 black queen · e8 black king · f8 black bishop · h8 black rook · a7 black pawn · b7 black pawn · d7 black knight · f7 black pawn · g7 black pawn · c6 black pawn · e6 black pawn · f6 black knight · h6 black pawn · g5 white knight · d4 white pawn · d3 white bishop · f3 white knight · a2 white pawn · b2 white pawn · c2 white pawn · f2 white pawn · g2 white pawn · h2 white pawn · a1 white rook · c1 white bishop · d1 white queen · e1 white king · h1 white rook | a8 black rook · c8 black bishop · d8 black queen · e8 black king · f8 black bishop · h8 black rook · a7 black pawn · b7 black pawn · d7 black knight · f7 black pawn · g7 black pawn · c6 black pawn · e6 black pawn · f6 black knight · h6 black pawn · g5 white knight · d4 white pawn · d3 white bishop · f3 white knight · a2 white pawn · b2 white pawn · c2 white pawn · f2 white pawn · g2 white pawn · h2 white pawn · a1 white rook · c1 white bishop · d1 white queen · e1 white king · h1 white rook | a8 black rook · c8 black bishop · d8 black queen · e8 black king · f8 black bishop · h8 black rook · a7 black pawn · b7 black pawn · d7 black knight · f7 black pawn · g7 black pawn · c6 black pawn · e6 black pawn · f6 black knight · h6 black pawn · g5 white knight · d4 white pawn · d3 white bishop · f3 white knight · a2 white pawn · b2 white pawn · c2 white pawn · f2 white pawn · g2 white pawn · h2 white pawn · a1 white rook · c1 white bishop · d1 white queen · e1 white king · h1 white rook | a8 black rook · c8 black bishop · d8 black queen · e8 black king · f8 black bishop · h8 black rook · a7 black pawn · b7 black pawn · d7 black knight · f7 black pawn · g7 black pawn · c6 black pawn · e6 black pawn · f6 black knight · h6 black pawn · g5 white knight · d4 white pawn · d3 white bishop · f3 white knight · a2 white pawn · b2 white pawn · c2 white pawn · f2 white pawn · g2 white pawn · h2 white pawn · a1 white rook · c1 white bishop · d1 white queen · e1 white king · h1 white rook | a8 black rook · c8 black bishop · d8 black queen · e8 black king · f8 black bishop · h8 black rook · a7 black pawn · b7 black pawn · d7 black knight · f7 black pawn · g7 black pawn · c6 black pawn · e6 black pawn · f6 black knight · h6 black pawn · g5 white knight · d4 white pawn · d3 white bishop · f3 white knight · a2 white pawn · b2 white pawn · c2 white pawn · f2 white pawn · g2 white pawn · h2 white pawn · a1 white rook · c1 white bishop · d1 white queen · e1 white king · h1 white rook | 7 |
| 6 | a8 black rook · c8 black bishop · d8 black queen · e8 black king · f8 black bishop · h8 black rook · a7 black pawn · b7 black pawn · d7 black knight · f7 black pawn · g7 black pawn · c6 black pawn · e6 black pawn · f6 black knight · h6 black pawn · g5 white knight · d4 white pawn · d3 white bishop · f3 white knight · a2 white pawn · b2 white pawn · c2 white pawn · f2 white pawn · g2 white pawn · h2 white pawn · a1 white rook · c1 white bishop · d1 white queen · e1 white king · h1 white rook | a8 black rook · c8 black bishop · d8 black queen · e8 black king · f8 black bishop · h8 black rook · a7 black pawn · b7 black pawn · d7 black knight · f7 black pawn · g7 black pawn · c6 black pawn · e6 black pawn · f6 black knight · h6 black pawn · g5 white knight · d4 white pawn · d3 white bishop · f3 white knight · a2 white pawn · b2 white pawn · c2 white pawn · f2 white pawn · g2 white pawn · h2 white pawn · a1 white rook · c1 white bishop · d1 white queen · e1 white king · h1 white rook | a8 black rook · c8 black bishop · d8 black queen · e8 black king · f8 black bishop · h8 black rook · a7 black pawn · b7 black pawn · d7 black knight · f7 black pawn · g7 black pawn · c6 black pawn · e6 black pawn · f6 black knight · h6 black pawn · g5 white knight · d4 white pawn · d3 white bishop · f3 white knight · a2 white pawn · b2 white pawn · c2 white pawn · f2 white pawn · g2 white pawn · h2 white pawn · a1 white rook · c1 white bishop · d1 white queen · e1 white king · h1 white rook | a8 black rook · c8 black bishop · d8 black queen · e8 black king · f8 black bishop · h8 black rook · a7 black pawn · b7 black pawn · d7 black knight · f7 black pawn · g7 black pawn · c6 black pawn · e6 black pawn · f6 black knight · h6 black pawn · g5 white knight · d4 white pawn · d3 white bishop · f3 white knight · a2 white pawn · b2 white pawn · c2 white pawn · f2 white pawn · g2 white pawn · h2 white pawn · a1 white rook · c1 white bishop · d1 white queen · e1 white king · h1 white rook | a8 black rook · c8 black bishop · d8 black queen · e8 black king · f8 black bishop · h8 black rook · a7 black pawn · b7 black pawn · d7 black knight · f7 black pawn · g7 black pawn · c6 black pawn · e6 black pawn · f6 black knight · h6 black pawn · g5 white knight · d4 white pawn · d3 white bishop · f3 white knight · a2 white pawn · b2 white pawn · c2 white pawn · f2 white pawn · g2 white pawn · h2 white pawn · a1 white rook · c1 white bishop · d1 white queen · e1 white king · h1 white rook | a8 black rook · c8 black bishop · d8 black queen · e8 black king · f8 black bishop · h8 black rook · a7 black pawn · b7 black pawn · d7 black knight · f7 black pawn · g7 black pawn · c6 black pawn · e6 black pawn · f6 black knight · h6 black pawn · g5 white knight · d4 white pawn · d3 white bishop · f3 white knight · a2 white pawn · b2 white pawn · c2 white pawn · f2 white pawn · g2 white pawn · h2 white pawn · a1 white rook · c1 white bishop · d1 white queen · e1 white king · h1 white rook | a8 black rook · c8 black bishop · d8 black queen · e8 black king · f8 black bishop · h8 black rook · a7 black pawn · b7 black pawn · d7 black knight · f7 black pawn · g7 black pawn · c6 black pawn · e6 black pawn · f6 black knight · h6 black pawn · g5 white knight · d4 white pawn · d3 white bishop · f3 white knight · a2 white pawn · b2 white pawn · c2 white pawn · f2 white pawn · g2 white pawn · h2 white pawn · a1 white rook · c1 white bishop · d1 white queen · e1 white king · h1 white rook | a8 black rook · c8 black bishop · d8 black queen · e8 black king · f8 black bishop · h8 black rook · a7 black pawn · b7 black pawn · d7 black knight · f7 black pawn · g7 black pawn · c6 black pawn · e6 black pawn · f6 black knight · h6 black pawn · g5 white knight · d4 white pawn · d3 white bishop · f3 white knight · a2 white pawn · b2 white pawn · c2 white pawn · f2 white pawn · g2 white pawn · h2 white pawn · a1 white rook · c1 white bishop · d1 white queen · e1 white king · h1 white rook | 6 |
| 5 | a8 black rook · c8 black bishop · d8 black queen · e8 black king · f8 black bishop · h8 black rook · a7 black pawn · b7 black pawn · d7 black knight · f7 black pawn · g7 black pawn · c6 black pawn · e6 black pawn · f6 black knight · h6 black pawn · g5 white knight · d4 white pawn · d3 white bishop · f3 white knight · a2 white pawn · b2 white pawn · c2 white pawn · f2 white pawn · g2 white pawn · h2 white pawn · a1 white rook · c1 white bishop · d1 white queen · e1 white king · h1 white rook | a8 black rook · c8 black bishop · d8 black queen · e8 black king · f8 black bishop · h8 black rook · a7 black pawn · b7 black pawn · d7 black knight · f7 black pawn · g7 black pawn · c6 black pawn · e6 black pawn · f6 black knight · h6 black pawn · g5 white knight · d4 white pawn · d3 white bishop · f3 white knight · a2 white pawn · b2 white pawn · c2 white pawn · f2 white pawn · g2 white pawn · h2 white pawn · a1 white rook · c1 white bishop · d1 white queen · e1 white king · h1 white rook | a8 black rook · c8 black bishop · d8 black queen · e8 black king · f8 black bishop · h8 black rook · a7 black pawn · b7 black pawn · d7 black knight · f7 black pawn · g7 black pawn · c6 black pawn · e6 black pawn · f6 black knight · h6 black pawn · g5 white knight · d4 white pawn · d3 white bishop · f3 white knight · a2 white pawn · b2 white pawn · c2 white pawn · f2 white pawn · g2 white pawn · h2 white pawn · a1 white rook · c1 white bishop · d1 white queen · e1 white king · h1 white rook | a8 black rook · c8 black bishop · d8 black queen · e8 black king · f8 black bishop · h8 black rook · a7 black pawn · b7 black pawn · d7 black knight · f7 black pawn · g7 black pawn · c6 black pawn · e6 black pawn · f6 black knight · h6 black pawn · g5 white knight · d4 white pawn · d3 white bishop · f3 white knight · a2 white pawn · b2 white pawn · c2 white pawn · f2 white pawn · g2 white pawn · h2 white pawn · a1 white rook · c1 white bishop · d1 white queen · e1 white king · h1 white rook | a8 black rook · c8 black bishop · d8 black queen · e8 black king · f8 black bishop · h8 black rook · a7 black pawn · b7 black pawn · d7 black knight · f7 black pawn · g7 black pawn · c6 black pawn · e6 black pawn · f6 black knight · h6 black pawn · g5 white knight · d4 white pawn · d3 white bishop · f3 white knight · a2 white pawn · b2 white pawn · c2 white pawn · f2 white pawn · g2 white pawn · h2 white pawn · a1 white rook · c1 white bishop · d1 white queen · e1 white king · h1 white rook | a8 black rook · c8 black bishop · d8 black queen · e8 black king · f8 black bishop · h8 black rook · a7 black pawn · b7 black pawn · d7 black knight · f7 black pawn · g7 black pawn · c6 black pawn · e6 black pawn · f6 black knight · h6 black pawn · g5 white knight · d4 white pawn · d3 white bishop · f3 white knight · a2 white pawn · b2 white pawn · c2 white pawn · f2 white pawn · g2 white pawn · h2 white pawn · a1 white rook · c1 white bishop · d1 white queen · e1 white king · h1 white rook | a8 black rook · c8 black bishop · d8 black queen · e8 black king · f8 black bishop · h8 black rook · a7 black pawn · b7 black pawn · d7 black knight · f7 black pawn · g7 black pawn · c6 black pawn · e6 black pawn · f6 black knight · h6 black pawn · g5 white knight · d4 white pawn · d3 white bishop · f3 white knight · a2 white pawn · b2 white pawn · c2 white pawn · f2 white pawn · g2 white pawn · h2 white pawn · a1 white rook · c1 white bishop · d1 white queen · e1 white king · h1 white rook | a8 black rook · c8 black bishop · d8 black queen · e8 black king · f8 black bishop · h8 black rook · a7 black pawn · b7 black pawn · d7 black knight · f7 black pawn · g7 black pawn · c6 black pawn · e6 black pawn · f6 black knight · h6 black pawn · g5 white knight · d4 white pawn · d3 white bishop · f3 white knight · a2 white pawn · b2 white pawn · c2 white pawn · f2 white pawn · g2 white pawn · h2 white pawn · a1 white rook · c1 white bishop · d1 white queen · e1 white king · h1 white rook | 5 |
| 4 | a8 black rook · c8 black bishop · d8 black queen · e8 black king · f8 black bishop · h8 black rook · a7 black pawn · b7 black pawn · d7 black knight · f7 black pawn · g7 black pawn · c6 black pawn · e6 black pawn · f6 black knight · h6 black pawn · g5 white knight · d4 white pawn · d3 white bishop · f3 white knight · a2 white pawn · b2 white pawn · c2 white pawn · f2 white pawn · g2 white pawn · h2 white pawn · a1 white rook · c1 white bishop · d1 white queen · e1 white king · h1 white rook | a8 black rook · c8 black bishop · d8 black queen · e8 black king · f8 black bishop · h8 black rook · a7 black pawn · b7 black pawn · d7 black knight · f7 black pawn · g7 black pawn · c6 black pawn · e6 black pawn · f6 black knight · h6 black pawn · g5 white knight · d4 white pawn · d3 white bishop · f3 white knight · a2 white pawn · b2 white pawn · c2 white pawn · f2 white pawn · g2 white pawn · h2 white pawn · a1 white rook · c1 white bishop · d1 white queen · e1 white king · h1 white rook | a8 black rook · c8 black bishop · d8 black queen · e8 black king · f8 black bishop · h8 black rook · a7 black pawn · b7 black pawn · d7 black knight · f7 black pawn · g7 black pawn · c6 black pawn · e6 black pawn · f6 black knight · h6 black pawn · g5 white knight · d4 white pawn · d3 white bishop · f3 white knight · a2 white pawn · b2 white pawn · c2 white pawn · f2 white pawn · g2 white pawn · h2 white pawn · a1 white rook · c1 white bishop · d1 white queen · e1 white king · h1 white rook | a8 black rook · c8 black bishop · d8 black queen · e8 black king · f8 black bishop · h8 black rook · a7 black pawn · b7 black pawn · d7 black knight · f7 black pawn · g7 black pawn · c6 black pawn · e6 black pawn · f6 black knight · h6 black pawn · g5 white knight · d4 white pawn · d3 white bishop · f3 white knight · a2 white pawn · b2 white pawn · c2 white pawn · f2 white pawn · g2 white pawn · h2 white pawn · a1 white rook · c1 white bishop · d1 white queen · e1 white king · h1 white rook | a8 black rook · c8 black bishop · d8 black queen · e8 black king · f8 black bishop · h8 black rook · a7 black pawn · b7 black pawn · d7 black knight · f7 black pawn · g7 black pawn · c6 black pawn · e6 black pawn · f6 black knight · h6 black pawn · g5 white knight · d4 white pawn · d3 white bishop · f3 white knight · a2 white pawn · b2 white pawn · c2 white pawn · f2 white pawn · g2 white pawn · h2 white pawn · a1 white rook · c1 white bishop · d1 white queen · e1 white king · h1 white rook | a8 black rook · c8 black bishop · d8 black queen · e8 black king · f8 black bishop · h8 black rook · a7 black pawn · b7 black pawn · d7 black knight · f7 black pawn · g7 black pawn · c6 black pawn · e6 black pawn · f6 black knight · h6 black pawn · g5 white knight · d4 white pawn · d3 white bishop · f3 white knight · a2 white pawn · b2 white pawn · c2 white pawn · f2 white pawn · g2 white pawn · h2 white pawn · a1 white rook · c1 white bishop · d1 white queen · e1 white king · h1 white rook | a8 black rook · c8 black bishop · d8 black queen · e8 black king · f8 black bishop · h8 black rook · a7 black pawn · b7 black pawn · d7 black knight · f7 black pawn · g7 black pawn · c6 black pawn · e6 black pawn · f6 black knight · h6 black pawn · g5 white knight · d4 white pawn · d3 white bishop · f3 white knight · a2 white pawn · b2 white pawn · c2 white pawn · f2 white pawn · g2 white pawn · h2 white pawn · a1 white rook · c1 white bishop · d1 white queen · e1 white king · h1 white rook | a8 black rook · c8 black bishop · d8 black queen · e8 black king · f8 black bishop · h8 black rook · a7 black pawn · b7 black pawn · d7 black knight · f7 black pawn · g7 black pawn · c6 black pawn · e6 black pawn · f6 black knight · h6 black pawn · g5 white knight · d4 white pawn · d3 white bishop · f3 white knight · a2 white pawn · b2 white pawn · c2 white pawn · f2 white pawn · g2 white pawn · h2 white pawn · a1 white rook · c1 white bishop · d1 white queen · e1 white king · h1 white rook | 4 |
| 3 | a8 black rook · c8 black bishop · d8 black queen · e8 black king · f8 black bishop · h8 black rook · a7 black pawn · b7 black pawn · d7 black knight · f7 black pawn · g7 black pawn · c6 black pawn · e6 black pawn · f6 black knight · h6 black pawn · g5 white knight · d4 white pawn · d3 white bishop · f3 white knight · a2 white pawn · b2 white pawn · c2 white pawn · f2 white pawn · g2 white pawn · h2 white pawn · a1 white rook · c1 white bishop · d1 white queen · e1 white king · h1 white rook | a8 black rook · c8 black bishop · d8 black queen · e8 black king · f8 black bishop · h8 black rook · a7 black pawn · b7 black pawn · d7 black knight · f7 black pawn · g7 black pawn · c6 black pawn · e6 black pawn · f6 black knight · h6 black pawn · g5 white knight · d4 white pawn · d3 white bishop · f3 white knight · a2 white pawn · b2 white pawn · c2 white pawn · f2 white pawn · g2 white pawn · h2 white pawn · a1 white rook · c1 white bishop · d1 white queen · e1 white king · h1 white rook | a8 black rook · c8 black bishop · d8 black queen · e8 black king · f8 black bishop · h8 black rook · a7 black pawn · b7 black pawn · d7 black knight · f7 black pawn · g7 black pawn · c6 black pawn · e6 black pawn · f6 black knight · h6 black pawn · g5 white knight · d4 white pawn · d3 white bishop · f3 white knight · a2 white pawn · b2 white pawn · c2 white pawn · f2 white pawn · g2 white pawn · h2 white pawn · a1 white rook · c1 white bishop · d1 white queen · e1 white king · h1 white rook | a8 black rook · c8 black bishop · d8 black queen · e8 black king · f8 black bishop · h8 black rook · a7 black pawn · b7 black pawn · d7 black knight · f7 black pawn · g7 black pawn · c6 black pawn · e6 black pawn · f6 black knight · h6 black pawn · g5 white knight · d4 white pawn · d3 white bishop · f3 white knight · a2 white pawn · b2 white pawn · c2 white pawn · f2 white pawn · g2 white pawn · h2 white pawn · a1 white rook · c1 white bishop · d1 white queen · e1 white king · h1 white rook | a8 black rook · c8 black bishop · d8 black queen · e8 black king · f8 black bishop · h8 black rook · a7 black pawn · b7 black pawn · d7 black knight · f7 black pawn · g7 black pawn · c6 black pawn · e6 black pawn · f6 black knight · h6 black pawn · g5 white knight · d4 white pawn · d3 white bishop · f3 white knight · a2 white pawn · b2 white pawn · c2 white pawn · f2 white pawn · g2 white pawn · h2 white pawn · a1 white rook · c1 white bishop · d1 white queen · e1 white king · h1 white rook | a8 black rook · c8 black bishop · d8 black queen · e8 black king · f8 black bishop · h8 black rook · a7 black pawn · b7 black pawn · d7 black knight · f7 black pawn · g7 black pawn · c6 black pawn · e6 black pawn · f6 black knight · h6 black pawn · g5 white knight · d4 white pawn · d3 white bishop · f3 white knight · a2 white pawn · b2 white pawn · c2 white pawn · f2 white pawn · g2 white pawn · h2 white pawn · a1 white rook · c1 white bishop · d1 white queen · e1 white king · h1 white rook | a8 black rook · c8 black bishop · d8 black queen · e8 black king · f8 black bishop · h8 black rook · a7 black pawn · b7 black pawn · d7 black knight · f7 black pawn · g7 black pawn · c6 black pawn · e6 black pawn · f6 black knight · h6 black pawn · g5 white knight · d4 white pawn · d3 white bishop · f3 white knight · a2 white pawn · b2 white pawn · c2 white pawn · f2 white pawn · g2 white pawn · h2 white pawn · a1 white rook · c1 white bishop · d1 white queen · e1 white king · h1 white rook | a8 black rook · c8 black bishop · d8 black queen · e8 black king · f8 black bishop · h8 black rook · a7 black pawn · b7 black pawn · d7 black knight · f7 black pawn · g7 black pawn · c6 black pawn · e6 black pawn · f6 black knight · h6 black pawn · g5 white knight · d4 white pawn · d3 white bishop · f3 white knight · a2 white pawn · b2 white pawn · c2 white pawn · f2 white pawn · g2 white pawn · h2 white pawn · a1 white rook · c1 white bishop · d1 white queen · e1 white king · h1 white rook | 3 |
| 2 | a8 black rook · c8 black bishop · d8 black queen · e8 black king · f8 black bishop · h8 black rook · a7 black pawn · b7 black pawn · d7 black knight · f7 black pawn · g7 black pawn · c6 black pawn · e6 black pawn · f6 black knight · h6 black pawn · g5 white knight · d4 white pawn · d3 white bishop · f3 white knight · a2 white pawn · b2 white pawn · c2 white pawn · f2 white pawn · g2 white pawn · h2 white pawn · a1 white rook · c1 white bishop · d1 white queen · e1 white king · h1 white rook | a8 black rook · c8 black bishop · d8 black queen · e8 black king · f8 black bishop · h8 black rook · a7 black pawn · b7 black pawn · d7 black knight · f7 black pawn · g7 black pawn · c6 black pawn · e6 black pawn · f6 black knight · h6 black pawn · g5 white knight · d4 white pawn · d3 white bishop · f3 white knight · a2 white pawn · b2 white pawn · c2 white pawn · f2 white pawn · g2 white pawn · h2 white pawn · a1 white rook · c1 white bishop · d1 white queen · e1 white king · h1 white rook | a8 black rook · c8 black bishop · d8 black queen · e8 black king · f8 black bishop · h8 black rook · a7 black pawn · b7 black pawn · d7 black knight · f7 black pawn · g7 black pawn · c6 black pawn · e6 black pawn · f6 black knight · h6 black pawn · g5 white knight · d4 white pawn · d3 white bishop · f3 white knight · a2 white pawn · b2 white pawn · c2 white pawn · f2 white pawn · g2 white pawn · h2 white pawn · a1 white rook · c1 white bishop · d1 white queen · e1 white king · h1 white rook | a8 black rook · c8 black bishop · d8 black queen · e8 black king · f8 black bishop · h8 black rook · a7 black pawn · b7 black pawn · d7 black knight · f7 black pawn · g7 black pawn · c6 black pawn · e6 black pawn · f6 black knight · h6 black pawn · g5 white knight · d4 white pawn · d3 white bishop · f3 white knight · a2 white pawn · b2 white pawn · c2 white pawn · f2 white pawn · g2 white pawn · h2 white pawn · a1 white rook · c1 white bishop · d1 white queen · e1 white king · h1 white rook | a8 black rook · c8 black bishop · d8 black queen · e8 black king · f8 black bishop · h8 black rook · a7 black pawn · b7 black pawn · d7 black knight · f7 black pawn · g7 black pawn · c6 black pawn · e6 black pawn · f6 black knight · h6 black pawn · g5 white knight · d4 white pawn · d3 white bishop · f3 white knight · a2 white pawn · b2 white pawn · c2 white pawn · f2 white pawn · g2 white pawn · h2 white pawn · a1 white rook · c1 white bishop · d1 white queen · e1 white king · h1 white rook | a8 black rook · c8 black bishop · d8 black queen · e8 black king · f8 black bishop · h8 black rook · a7 black pawn · b7 black pawn · d7 black knight · f7 black pawn · g7 black pawn · c6 black pawn · e6 black pawn · f6 black knight · h6 black pawn · g5 white knight · d4 white pawn · d3 white bishop · f3 white knight · a2 white pawn · b2 white pawn · c2 white pawn · f2 white pawn · g2 white pawn · h2 white pawn · a1 white rook · c1 white bishop · d1 white queen · e1 white king · h1 white rook | a8 black rook · c8 black bishop · d8 black queen · e8 black king · f8 black bishop · h8 black rook · a7 black pawn · b7 black pawn · d7 black knight · f7 black pawn · g7 black pawn · c6 black pawn · e6 black pawn · f6 black knight · h6 black pawn · g5 white knight · d4 white pawn · d3 white bishop · f3 white knight · a2 white pawn · b2 white pawn · c2 white pawn · f2 white pawn · g2 white pawn · h2 white pawn · a1 white rook · c1 white bishop · d1 white queen · e1 white king · h1 white rook | a8 black rook · c8 black bishop · d8 black queen · e8 black king · f8 black bishop · h8 black rook · a7 black pawn · b7 black pawn · d7 black knight · f7 black pawn · g7 black pawn · c6 black pawn · e6 black pawn · f6 black knight · h6 black pawn · g5 white knight · d4 white pawn · d3 white bishop · f3 white knight · a2 white pawn · b2 white pawn · c2 white pawn · f2 white pawn · g2 white pawn · h2 white pawn · a1 white rook · c1 white bishop · d1 white queen · e1 white king · h1 white rook | 2 |
| 1 | a8 black rook · c8 black bishop · d8 black queen · e8 black king · f8 black bishop · h8 black rook · a7 black pawn · b7 black pawn · d7 black knight · f7 black pawn · g7 black pawn · c6 black pawn · e6 black pawn · f6 black knight · h6 black pawn · g5 white knight · d4 white pawn · d3 white bishop · f3 white knight · a2 white pawn · b2 white pawn · c2 white pawn · f2 white pawn · g2 white pawn · h2 white pawn · a1 white rook · c1 white bishop · d1 white queen · e1 white king · h1 white rook | a8 black rook · c8 black bishop · d8 black queen · e8 black king · f8 black bishop · h8 black rook · a7 black pawn · b7 black pawn · d7 black knight · f7 black pawn · g7 black pawn · c6 black pawn · e6 black pawn · f6 black knight · h6 black pawn · g5 white knight · d4 white pawn · d3 white bishop · f3 white knight · a2 white pawn · b2 white pawn · c2 white pawn · f2 white pawn · g2 white pawn · h2 white pawn · a1 white rook · c1 white bishop · d1 white queen · e1 white king · h1 white rook | a8 black rook · c8 black bishop · d8 black queen · e8 black king · f8 black bishop · h8 black rook · a7 black pawn · b7 black pawn · d7 black knight · f7 black pawn · g7 black pawn · c6 black pawn · e6 black pawn · f6 black knight · h6 black pawn · g5 white knight · d4 white pawn · d3 white bishop · f3 white knight · a2 white pawn · b2 white pawn · c2 white pawn · f2 white pawn · g2 white pawn · h2 white pawn · a1 white rook · c1 white bishop · d1 white queen · e1 white king · h1 white rook | a8 black rook · c8 black bishop · d8 black queen · e8 black king · f8 black bishop · h8 black rook · a7 black pawn · b7 black pawn · d7 black knight · f7 black pawn · g7 black pawn · c6 black pawn · e6 black pawn · f6 black knight · h6 black pawn · g5 white knight · d4 white pawn · d3 white bishop · f3 white knight · a2 white pawn · b2 white pawn · c2 white pawn · f2 white pawn · g2 white pawn · h2 white pawn · a1 white rook · c1 white bishop · d1 white queen · e1 white king · h1 white rook | a8 black rook · c8 black bishop · d8 black queen · e8 black king · f8 black bishop · h8 black rook · a7 black pawn · b7 black pawn · d7 black knight · f7 black pawn · g7 black pawn · c6 black pawn · e6 black pawn · f6 black knight · h6 black pawn · g5 white knight · d4 white pawn · d3 white bishop · f3 white knight · a2 white pawn · b2 white pawn · c2 white pawn · f2 white pawn · g2 white pawn · h2 white pawn · a1 white rook · c1 white bishop · d1 white queen · e1 white king · h1 white rook | a8 black rook · c8 black bishop · d8 black queen · e8 black king · f8 black bishop · h8 black rook · a7 black pawn · b7 black pawn · d7 black knight · f7 black pawn · g7 black pawn · c6 black pawn · e6 black pawn · f6 black knight · h6 black pawn · g5 white knight · d4 white pawn · d3 white bishop · f3 white knight · a2 white pawn · b2 white pawn · c2 white pawn · f2 white pawn · g2 white pawn · h2 white pawn · a1 white rook · c1 white bishop · d1 white queen · e1 white king · h1 white rook | a8 black rook · c8 black bishop · d8 black queen · e8 black king · f8 black bishop · h8 black rook · a7 black pawn · b7 black pawn · d7 black knight · f7 black pawn · g7 black pawn · c6 black pawn · e6 black pawn · f6 black knight · h6 black pawn · g5 white knight · d4 white pawn · d3 white bishop · f3 white knight · a2 white pawn · b2 white pawn · c2 white pawn · f2 white pawn · g2 white pawn · h2 white pawn · a1 white rook · c1 white bishop · d1 white queen · e1 white king · h1 white rook | a8 black rook · c8 black bishop · d8 black queen · e8 black king · f8 black bishop · h8 black rook · a7 black pawn · b7 black pawn · d7 black knight · f7 black pawn · g7 black pawn · c6 black pawn · e6 black pawn · f6 black knight · h6 black pawn · g5 white knight · d4 white pawn · d3 white bishop · f3 white knight · a2 white pawn · b2 white pawn · c2 white pawn · f2 white pawn · g2 white pawn · h2 white pawn · a1 white rook · c1 white bishop · d1 white queen · e1 white king · h1 white rook | 1 |
|   | a | b | c | d | e | f | g | h |   |

|   | a | b | c | d | e | f | g | h |   |
| 8 | a8 black rook · c8 black bishop · d8 black king · f8 black bishop · h8 black rook · a7 black pawn · b7 black pawn · d7 black knight · e7 black queen · g7 black pawn · c6 black pawn · e6 black pawn · f6 black knight · g6 white bishop · h6 black pawn · d4 white pawn · f4 white bishop · f3 white knight · a2 white pawn · b2 white pawn · c2 white pawn · f2 white pawn · g2 white pawn · h2 white pawn · a1 white rook · d1 white queen · f1 white rook · g1 white king | a8 black rook · c8 black bishop · d8 black king · f8 black bishop · h8 black rook · a7 black pawn · b7 black pawn · d7 black knight · e7 black queen · g7 black pawn · c6 black pawn · e6 black pawn · f6 black knight · g6 white bishop · h6 black pawn · d4 white pawn · f4 white bishop · f3 white knight · a2 white pawn · b2 white pawn · c2 white pawn · f2 white pawn · g2 white pawn · h2 white pawn · a1 white rook · d1 white queen · f1 white rook · g1 white king | a8 black rook · c8 black bishop · d8 black king · f8 black bishop · h8 black rook · a7 black pawn · b7 black pawn · d7 black knight · e7 black queen · g7 black pawn · c6 black pawn · e6 black pawn · f6 black knight · g6 white bishop · h6 black pawn · d4 white pawn · f4 white bishop · f3 white knight · a2 white pawn · b2 white pawn · c2 white pawn · f2 white pawn · g2 white pawn · h2 white pawn · a1 white rook · d1 white queen · f1 white rook · g1 white king | a8 black rook · c8 black bishop · d8 black king · f8 black bishop · h8 black rook · a7 black pawn · b7 black pawn · d7 black knight · e7 black queen · g7 black pawn · c6 black pawn · e6 black pawn · f6 black knight · g6 white bishop · h6 black pawn · d4 white pawn · f4 white bishop · f3 white knight · a2 white pawn · b2 white pawn · c2 white pawn · f2 white pawn · g2 white pawn · h2 white pawn · a1 white rook · d1 white queen · f1 white rook · g1 white king | a8 black rook · c8 black bishop · d8 black king · f8 black bishop · h8 black rook · a7 black pawn · b7 black pawn · d7 black knight · e7 black queen · g7 black pawn · c6 black pawn · e6 black pawn · f6 black knight · g6 white bishop · h6 black pawn · d4 white pawn · f4 white bishop · f3 white knight · a2 white pawn · b2 white pawn · c2 white pawn · f2 white pawn · g2 white pawn · h2 white pawn · a1 white rook · d1 white queen · f1 white rook · g1 white king | a8 black rook · c8 black bishop · d8 black king · f8 black bishop · h8 black rook · a7 black pawn · b7 black pawn · d7 black knight · e7 black queen · g7 black pawn · c6 black pawn · e6 black pawn · f6 black knight · g6 white bishop · h6 black pawn · d4 white pawn · f4 white bishop · f3 white knight · a2 white pawn · b2 white pawn · c2 white pawn · f2 white pawn · g2 white pawn · h2 white pawn · a1 white rook · d1 white queen · f1 white rook · g1 white king | a8 black rook · c8 black bishop · d8 black king · f8 black bishop · h8 black rook · a7 black pawn · b7 black pawn · d7 black knight · e7 black queen · g7 black pawn · c6 black pawn · e6 black pawn · f6 black knight · g6 white bishop · h6 black pawn · d4 white pawn · f4 white bishop · f3 white knight · a2 white pawn · b2 white pawn · c2 white pawn · f2 white pawn · g2 white pawn · h2 white pawn · a1 white rook · d1 white queen · f1 white rook · g1 white king | a8 black rook · c8 black bishop · d8 black king · f8 black bishop · h8 black rook · a7 black pawn · b7 black pawn · d7 black knight · e7 black queen · g7 black pawn · c6 black pawn · e6 black pawn · f6 black knight · g6 white bishop · h6 black pawn · d4 white pawn · f4 white bishop · f3 white knight · a2 white pawn · b2 white pawn · c2 white pawn · f2 white pawn · g2 white pawn · h2 white pawn · a1 white rook · d1 white queen · f1 white rook · g1 white king | 8 |
| 7 | a8 black rook · c8 black bishop · d8 black king · f8 black bishop · h8 black rook · a7 black pawn · b7 black pawn · d7 black knight · e7 black queen · g7 black pawn · c6 black pawn · e6 black pawn · f6 black knight · g6 white bishop · h6 black pawn · d4 white pawn · f4 white bishop · f3 white knight · a2 white pawn · b2 white pawn · c2 white pawn · f2 white pawn · g2 white pawn · h2 white pawn · a1 white rook · d1 white queen · f1 white rook · g1 white king | a8 black rook · c8 black bishop · d8 black king · f8 black bishop · h8 black rook · a7 black pawn · b7 black pawn · d7 black knight · e7 black queen · g7 black pawn · c6 black pawn · e6 black pawn · f6 black knight · g6 white bishop · h6 black pawn · d4 white pawn · f4 white bishop · f3 white knight · a2 white pawn · b2 white pawn · c2 white pawn · f2 white pawn · g2 white pawn · h2 white pawn · a1 white rook · d1 white queen · f1 white rook · g1 white king | a8 black rook · c8 black bishop · d8 black king · f8 black bishop · h8 black rook · a7 black pawn · b7 black pawn · d7 black knight · e7 black queen · g7 black pawn · c6 black pawn · e6 black pawn · f6 black knight · g6 white bishop · h6 black pawn · d4 white pawn · f4 white bishop · f3 white knight · a2 white pawn · b2 white pawn · c2 white pawn · f2 white pawn · g2 white pawn · h2 white pawn · a1 white rook · d1 white queen · f1 white rook · g1 white king | a8 black rook · c8 black bishop · d8 black king · f8 black bishop · h8 black rook · a7 black pawn · b7 black pawn · d7 black knight · e7 black queen · g7 black pawn · c6 black pawn · e6 black pawn · f6 black knight · g6 white bishop · h6 black pawn · d4 white pawn · f4 white bishop · f3 white knight · a2 white pawn · b2 white pawn · c2 white pawn · f2 white pawn · g2 white pawn · h2 white pawn · a1 white rook · d1 white queen · f1 white rook · g1 white king | a8 black rook · c8 black bishop · d8 black king · f8 black bishop · h8 black rook · a7 black pawn · b7 black pawn · d7 black knight · e7 black queen · g7 black pawn · c6 black pawn · e6 black pawn · f6 black knight · g6 white bishop · h6 black pawn · d4 white pawn · f4 white bishop · f3 white knight · a2 white pawn · b2 white pawn · c2 white pawn · f2 white pawn · g2 white pawn · h2 white pawn · a1 white rook · d1 white queen · f1 white rook · g1 white king | a8 black rook · c8 black bishop · d8 black king · f8 black bishop · h8 black rook · a7 black pawn · b7 black pawn · d7 black knight · e7 black queen · g7 black pawn · c6 black pawn · e6 black pawn · f6 black knight · g6 white bishop · h6 black pawn · d4 white pawn · f4 white bishop · f3 white knight · a2 white pawn · b2 white pawn · c2 white pawn · f2 white pawn · g2 white pawn · h2 white pawn · a1 white rook · d1 white queen · f1 white rook · g1 white king | a8 black rook · c8 black bishop · d8 black king · f8 black bishop · h8 black rook · a7 black pawn · b7 black pawn · d7 black knight · e7 black queen · g7 black pawn · c6 black pawn · e6 black pawn · f6 black knight · g6 white bishop · h6 black pawn · d4 white pawn · f4 white bishop · f3 white knight · a2 white pawn · b2 white pawn · c2 white pawn · f2 white pawn · g2 white pawn · h2 white pawn · a1 white rook · d1 white queen · f1 white rook · g1 white king | a8 black rook · c8 black bishop · d8 black king · f8 black bishop · h8 black rook · a7 black pawn · b7 black pawn · d7 black knight · e7 black queen · g7 black pawn · c6 black pawn · e6 black pawn · f6 black knight · g6 white bishop · h6 black pawn · d4 white pawn · f4 white bishop · f3 white knight · a2 white pawn · b2 white pawn · c2 white pawn · f2 white pawn · g2 white pawn · h2 white pawn · a1 white rook · d1 white queen · f1 white rook · g1 white king | 7 |
| 6 | a8 black rook · c8 black bishop · d8 black king · f8 black bishop · h8 black rook · a7 black pawn · b7 black pawn · d7 black knight · e7 black queen · g7 black pawn · c6 black pawn · e6 black pawn · f6 black knight · g6 white bishop · h6 black pawn · d4 white pawn · f4 white bishop · f3 white knight · a2 white pawn · b2 white pawn · c2 white pawn · f2 white pawn · g2 white pawn · h2 white pawn · a1 white rook · d1 white queen · f1 white rook · g1 white king | a8 black rook · c8 black bishop · d8 black king · f8 black bishop · h8 black rook · a7 black pawn · b7 black pawn · d7 black knight · e7 black queen · g7 black pawn · c6 black pawn · e6 black pawn · f6 black knight · g6 white bishop · h6 black pawn · d4 white pawn · f4 white bishop · f3 white knight · a2 white pawn · b2 white pawn · c2 white pawn · f2 white pawn · g2 white pawn · h2 white pawn · a1 white rook · d1 white queen · f1 white rook · g1 white king | a8 black rook · c8 black bishop · d8 black king · f8 black bishop · h8 black rook · a7 black pawn · b7 black pawn · d7 black knight · e7 black queen · g7 black pawn · c6 black pawn · e6 black pawn · f6 black knight · g6 white bishop · h6 black pawn · d4 white pawn · f4 white bishop · f3 white knight · a2 white pawn · b2 white pawn · c2 white pawn · f2 white pawn · g2 white pawn · h2 white pawn · a1 white rook · d1 white queen · f1 white rook · g1 white king | a8 black rook · c8 black bishop · d8 black king · f8 black bishop · h8 black rook · a7 black pawn · b7 black pawn · d7 black knight · e7 black queen · g7 black pawn · c6 black pawn · e6 black pawn · f6 black knight · g6 white bishop · h6 black pawn · d4 white pawn · f4 white bishop · f3 white knight · a2 white pawn · b2 white pawn · c2 white pawn · f2 white pawn · g2 white pawn · h2 white pawn · a1 white rook · d1 white queen · f1 white rook · g1 white king | a8 black rook · c8 black bishop · d8 black king · f8 black bishop · h8 black rook · a7 black pawn · b7 black pawn · d7 black knight · e7 black queen · g7 black pawn · c6 black pawn · e6 black pawn · f6 black knight · g6 white bishop · h6 black pawn · d4 white pawn · f4 white bishop · f3 white knight · a2 white pawn · b2 white pawn · c2 white pawn · f2 white pawn · g2 white pawn · h2 white pawn · a1 white rook · d1 white queen · f1 white rook · g1 white king | a8 black rook · c8 black bishop · d8 black king · f8 black bishop · h8 black rook · a7 black pawn · b7 black pawn · d7 black knight · e7 black queen · g7 black pawn · c6 black pawn · e6 black pawn · f6 black knight · g6 white bishop · h6 black pawn · d4 white pawn · f4 white bishop · f3 white knight · a2 white pawn · b2 white pawn · c2 white pawn · f2 white pawn · g2 white pawn · h2 white pawn · a1 white rook · d1 white queen · f1 white rook · g1 white king | a8 black rook · c8 black bishop · d8 black king · f8 black bishop · h8 black rook · a7 black pawn · b7 black pawn · d7 black knight · e7 black queen · g7 black pawn · c6 black pawn · e6 black pawn · f6 black knight · g6 white bishop · h6 black pawn · d4 white pawn · f4 white bishop · f3 white knight · a2 white pawn · b2 white pawn · c2 white pawn · f2 white pawn · g2 white pawn · h2 white pawn · a1 white rook · d1 white queen · f1 white rook · g1 white king | a8 black rook · c8 black bishop · d8 black king · f8 black bishop · h8 black rook · a7 black pawn · b7 black pawn · d7 black knight · e7 black queen · g7 black pawn · c6 black pawn · e6 black pawn · f6 black knight · g6 white bishop · h6 black pawn · d4 white pawn · f4 white bishop · f3 white knight · a2 white pawn · b2 white pawn · c2 white pawn · f2 white pawn · g2 white pawn · h2 white pawn · a1 white rook · d1 white queen · f1 white rook · g1 white king | 6 |
| 5 | a8 black rook · c8 black bishop · d8 black king · f8 black bishop · h8 black rook · a7 black pawn · b7 black pawn · d7 black knight · e7 black queen · g7 black pawn · c6 black pawn · e6 black pawn · f6 black knight · g6 white bishop · h6 black pawn · d4 white pawn · f4 white bishop · f3 white knight · a2 white pawn · b2 white pawn · c2 white pawn · f2 white pawn · g2 white pawn · h2 white pawn · a1 white rook · d1 white queen · f1 white rook · g1 white king | a8 black rook · c8 black bishop · d8 black king · f8 black bishop · h8 black rook · a7 black pawn · b7 black pawn · d7 black knight · e7 black queen · g7 black pawn · c6 black pawn · e6 black pawn · f6 black knight · g6 white bishop · h6 black pawn · d4 white pawn · f4 white bishop · f3 white knight · a2 white pawn · b2 white pawn · c2 white pawn · f2 white pawn · g2 white pawn · h2 white pawn · a1 white rook · d1 white queen · f1 white rook · g1 white king | a8 black rook · c8 black bishop · d8 black king · f8 black bishop · h8 black rook · a7 black pawn · b7 black pawn · d7 black knight · e7 black queen · g7 black pawn · c6 black pawn · e6 black pawn · f6 black knight · g6 white bishop · h6 black pawn · d4 white pawn · f4 white bishop · f3 white knight · a2 white pawn · b2 white pawn · c2 white pawn · f2 white pawn · g2 white pawn · h2 white pawn · a1 white rook · d1 white queen · f1 white rook · g1 white king | a8 black rook · c8 black bishop · d8 black king · f8 black bishop · h8 black rook · a7 black pawn · b7 black pawn · d7 black knight · e7 black queen · g7 black pawn · c6 black pawn · e6 black pawn · f6 black knight · g6 white bishop · h6 black pawn · d4 white pawn · f4 white bishop · f3 white knight · a2 white pawn · b2 white pawn · c2 white pawn · f2 white pawn · g2 white pawn · h2 white pawn · a1 white rook · d1 white queen · f1 white rook · g1 white king | a8 black rook · c8 black bishop · d8 black king · f8 black bishop · h8 black rook · a7 black pawn · b7 black pawn · d7 black knight · e7 black queen · g7 black pawn · c6 black pawn · e6 black pawn · f6 black knight · g6 white bishop · h6 black pawn · d4 white pawn · f4 white bishop · f3 white knight · a2 white pawn · b2 white pawn · c2 white pawn · f2 white pawn · g2 white pawn · h2 white pawn · a1 white rook · d1 white queen · f1 white rook · g1 white king | a8 black rook · c8 black bishop · d8 black king · f8 black bishop · h8 black rook · a7 black pawn · b7 black pawn · d7 black knight · e7 black queen · g7 black pawn · c6 black pawn · e6 black pawn · f6 black knight · g6 white bishop · h6 black pawn · d4 white pawn · f4 white bishop · f3 white knight · a2 white pawn · b2 white pawn · c2 white pawn · f2 white pawn · g2 white pawn · h2 white pawn · a1 white rook · d1 white queen · f1 white rook · g1 white king | a8 black rook · c8 black bishop · d8 black king · f8 black bishop · h8 black rook · a7 black pawn · b7 black pawn · d7 black knight · e7 black queen · g7 black pawn · c6 black pawn · e6 black pawn · f6 black knight · g6 white bishop · h6 black pawn · d4 white pawn · f4 white bishop · f3 white knight · a2 white pawn · b2 white pawn · c2 white pawn · f2 white pawn · g2 white pawn · h2 white pawn · a1 white rook · d1 white queen · f1 white rook · g1 white king | a8 black rook · c8 black bishop · d8 black king · f8 black bishop · h8 black rook · a7 black pawn · b7 black pawn · d7 black knight · e7 black queen · g7 black pawn · c6 black pawn · e6 black pawn · f6 black knight · g6 white bishop · h6 black pawn · d4 white pawn · f4 white bishop · f3 white knight · a2 white pawn · b2 white pawn · c2 white pawn · f2 white pawn · g2 white pawn · h2 white pawn · a1 white rook · d1 white queen · f1 white rook · g1 white king | 5 |
| 4 | a8 black rook · c8 black bishop · d8 black king · f8 black bishop · h8 black rook · a7 black pawn · b7 black pawn · d7 black knight · e7 black queen · g7 black pawn · c6 black pawn · e6 black pawn · f6 black knight · g6 white bishop · h6 black pawn · d4 white pawn · f4 white bishop · f3 white knight · a2 white pawn · b2 white pawn · c2 white pawn · f2 white pawn · g2 white pawn · h2 white pawn · a1 white rook · d1 white queen · f1 white rook · g1 white king | a8 black rook · c8 black bishop · d8 black king · f8 black bishop · h8 black rook · a7 black pawn · b7 black pawn · d7 black knight · e7 black queen · g7 black pawn · c6 black pawn · e6 black pawn · f6 black knight · g6 white bishop · h6 black pawn · d4 white pawn · f4 white bishop · f3 white knight · a2 white pawn · b2 white pawn · c2 white pawn · f2 white pawn · g2 white pawn · h2 white pawn · a1 white rook · d1 white queen · f1 white rook · g1 white king | a8 black rook · c8 black bishop · d8 black king · f8 black bishop · h8 black rook · a7 black pawn · b7 black pawn · d7 black knight · e7 black queen · g7 black pawn · c6 black pawn · e6 black pawn · f6 black knight · g6 white bishop · h6 black pawn · d4 white pawn · f4 white bishop · f3 white knight · a2 white pawn · b2 white pawn · c2 white pawn · f2 white pawn · g2 white pawn · h2 white pawn · a1 white rook · d1 white queen · f1 white rook · g1 white king | a8 black rook · c8 black bishop · d8 black king · f8 black bishop · h8 black rook · a7 black pawn · b7 black pawn · d7 black knight · e7 black queen · g7 black pawn · c6 black pawn · e6 black pawn · f6 black knight · g6 white bishop · h6 black pawn · d4 white pawn · f4 white bishop · f3 white knight · a2 white pawn · b2 white pawn · c2 white pawn · f2 white pawn · g2 white pawn · h2 white pawn · a1 white rook · d1 white queen · f1 white rook · g1 white king | a8 black rook · c8 black bishop · d8 black king · f8 black bishop · h8 black rook · a7 black pawn · b7 black pawn · d7 black knight · e7 black queen · g7 black pawn · c6 black pawn · e6 black pawn · f6 black knight · g6 white bishop · h6 black pawn · d4 white pawn · f4 white bishop · f3 white knight · a2 white pawn · b2 white pawn · c2 white pawn · f2 white pawn · g2 white pawn · h2 white pawn · a1 white rook · d1 white queen · f1 white rook · g1 white king | a8 black rook · c8 black bishop · d8 black king · f8 black bishop · h8 black rook · a7 black pawn · b7 black pawn · d7 black knight · e7 black queen · g7 black pawn · c6 black pawn · e6 black pawn · f6 black knight · g6 white bishop · h6 black pawn · d4 white pawn · f4 white bishop · f3 white knight · a2 white pawn · b2 white pawn · c2 white pawn · f2 white pawn · g2 white pawn · h2 white pawn · a1 white rook · d1 white queen · f1 white rook · g1 white king | a8 black rook · c8 black bishop · d8 black king · f8 black bishop · h8 black rook · a7 black pawn · b7 black pawn · d7 black knight · e7 black queen · g7 black pawn · c6 black pawn · e6 black pawn · f6 black knight · g6 white bishop · h6 black pawn · d4 white pawn · f4 white bishop · f3 white knight · a2 white pawn · b2 white pawn · c2 white pawn · f2 white pawn · g2 white pawn · h2 white pawn · a1 white rook · d1 white queen · f1 white rook · g1 white king | a8 black rook · c8 black bishop · d8 black king · f8 black bishop · h8 black rook · a7 black pawn · b7 black pawn · d7 black knight · e7 black queen · g7 black pawn · c6 black pawn · e6 black pawn · f6 black knight · g6 white bishop · h6 black pawn · d4 white pawn · f4 white bishop · f3 white knight · a2 white pawn · b2 white pawn · c2 white pawn · f2 white pawn · g2 white pawn · h2 white pawn · a1 white rook · d1 white queen · f1 white rook · g1 white king | 4 |
| 3 | a8 black rook · c8 black bishop · d8 black king · f8 black bishop · h8 black rook · a7 black pawn · b7 black pawn · d7 black knight · e7 black queen · g7 black pawn · c6 black pawn · e6 black pawn · f6 black knight · g6 white bishop · h6 black pawn · d4 white pawn · f4 white bishop · f3 white knight · a2 white pawn · b2 white pawn · c2 white pawn · f2 white pawn · g2 white pawn · h2 white pawn · a1 white rook · d1 white queen · f1 white rook · g1 white king | a8 black rook · c8 black bishop · d8 black king · f8 black bishop · h8 black rook · a7 black pawn · b7 black pawn · d7 black knight · e7 black queen · g7 black pawn · c6 black pawn · e6 black pawn · f6 black knight · g6 white bishop · h6 black pawn · d4 white pawn · f4 white bishop · f3 white knight · a2 white pawn · b2 white pawn · c2 white pawn · f2 white pawn · g2 white pawn · h2 white pawn · a1 white rook · d1 white queen · f1 white rook · g1 white king | a8 black rook · c8 black bishop · d8 black king · f8 black bishop · h8 black rook · a7 black pawn · b7 black pawn · d7 black knight · e7 black queen · g7 black pawn · c6 black pawn · e6 black pawn · f6 black knight · g6 white bishop · h6 black pawn · d4 white pawn · f4 white bishop · f3 white knight · a2 white pawn · b2 white pawn · c2 white pawn · f2 white pawn · g2 white pawn · h2 white pawn · a1 white rook · d1 white queen · f1 white rook · g1 white king | a8 black rook · c8 black bishop · d8 black king · f8 black bishop · h8 black rook · a7 black pawn · b7 black pawn · d7 black knight · e7 black queen · g7 black pawn · c6 black pawn · e6 black pawn · f6 black knight · g6 white bishop · h6 black pawn · d4 white pawn · f4 white bishop · f3 white knight · a2 white pawn · b2 white pawn · c2 white pawn · f2 white pawn · g2 white pawn · h2 white pawn · a1 white rook · d1 white queen · f1 white rook · g1 white king | a8 black rook · c8 black bishop · d8 black king · f8 black bishop · h8 black rook · a7 black pawn · b7 black pawn · d7 black knight · e7 black queen · g7 black pawn · c6 black pawn · e6 black pawn · f6 black knight · g6 white bishop · h6 black pawn · d4 white pawn · f4 white bishop · f3 white knight · a2 white pawn · b2 white pawn · c2 white pawn · f2 white pawn · g2 white pawn · h2 white pawn · a1 white rook · d1 white queen · f1 white rook · g1 white king | a8 black rook · c8 black bishop · d8 black king · f8 black bishop · h8 black rook · a7 black pawn · b7 black pawn · d7 black knight · e7 black queen · g7 black pawn · c6 black pawn · e6 black pawn · f6 black knight · g6 white bishop · h6 black pawn · d4 white pawn · f4 white bishop · f3 white knight · a2 white pawn · b2 white pawn · c2 white pawn · f2 white pawn · g2 white pawn · h2 white pawn · a1 white rook · d1 white queen · f1 white rook · g1 white king | a8 black rook · c8 black bishop · d8 black king · f8 black bishop · h8 black rook · a7 black pawn · b7 black pawn · d7 black knight · e7 black queen · g7 black pawn · c6 black pawn · e6 black pawn · f6 black knight · g6 white bishop · h6 black pawn · d4 white pawn · f4 white bishop · f3 white knight · a2 white pawn · b2 white pawn · c2 white pawn · f2 white pawn · g2 white pawn · h2 white pawn · a1 white rook · d1 white queen · f1 white rook · g1 white king | a8 black rook · c8 black bishop · d8 black king · f8 black bishop · h8 black rook · a7 black pawn · b7 black pawn · d7 black knight · e7 black queen · g7 black pawn · c6 black pawn · e6 black pawn · f6 black knight · g6 white bishop · h6 black pawn · d4 white pawn · f4 white bishop · f3 white knight · a2 white pawn · b2 white pawn · c2 white pawn · f2 white pawn · g2 white pawn · h2 white pawn · a1 white rook · d1 white queen · f1 white rook · g1 white king | 3 |
| 2 | a8 black rook · c8 black bishop · d8 black king · f8 black bishop · h8 black rook · a7 black pawn · b7 black pawn · d7 black knight · e7 black queen · g7 black pawn · c6 black pawn · e6 black pawn · f6 black knight · g6 white bishop · h6 black pawn · d4 white pawn · f4 white bishop · f3 white knight · a2 white pawn · b2 white pawn · c2 white pawn · f2 white pawn · g2 white pawn · h2 white pawn · a1 white rook · d1 white queen · f1 white rook · g1 white king | a8 black rook · c8 black bishop · d8 black king · f8 black bishop · h8 black rook · a7 black pawn · b7 black pawn · d7 black knight · e7 black queen · g7 black pawn · c6 black pawn · e6 black pawn · f6 black knight · g6 white bishop · h6 black pawn · d4 white pawn · f4 white bishop · f3 white knight · a2 white pawn · b2 white pawn · c2 white pawn · f2 white pawn · g2 white pawn · h2 white pawn · a1 white rook · d1 white queen · f1 white rook · g1 white king | a8 black rook · c8 black bishop · d8 black king · f8 black bishop · h8 black rook · a7 black pawn · b7 black pawn · d7 black knight · e7 black queen · g7 black pawn · c6 black pawn · e6 black pawn · f6 black knight · g6 white bishop · h6 black pawn · d4 white pawn · f4 white bishop · f3 white knight · a2 white pawn · b2 white pawn · c2 white pawn · f2 white pawn · g2 white pawn · h2 white pawn · a1 white rook · d1 white queen · f1 white rook · g1 white king | a8 black rook · c8 black bishop · d8 black king · f8 black bishop · h8 black rook · a7 black pawn · b7 black pawn · d7 black knight · e7 black queen · g7 black pawn · c6 black pawn · e6 black pawn · f6 black knight · g6 white bishop · h6 black pawn · d4 white pawn · f4 white bishop · f3 white knight · a2 white pawn · b2 white pawn · c2 white pawn · f2 white pawn · g2 white pawn · h2 white pawn · a1 white rook · d1 white queen · f1 white rook · g1 white king | a8 black rook · c8 black bishop · d8 black king · f8 black bishop · h8 black rook · a7 black pawn · b7 black pawn · d7 black knight · e7 black queen · g7 black pawn · c6 black pawn · e6 black pawn · f6 black knight · g6 white bishop · h6 black pawn · d4 white pawn · f4 white bishop · f3 white knight · a2 white pawn · b2 white pawn · c2 white pawn · f2 white pawn · g2 white pawn · h2 white pawn · a1 white rook · d1 white queen · f1 white rook · g1 white king | a8 black rook · c8 black bishop · d8 black king · f8 black bishop · h8 black rook · a7 black pawn · b7 black pawn · d7 black knight · e7 black queen · g7 black pawn · c6 black pawn · e6 black pawn · f6 black knight · g6 white bishop · h6 black pawn · d4 white pawn · f4 white bishop · f3 white knight · a2 white pawn · b2 white pawn · c2 white pawn · f2 white pawn · g2 white pawn · h2 white pawn · a1 white rook · d1 white queen · f1 white rook · g1 white king | a8 black rook · c8 black bishop · d8 black king · f8 black bishop · h8 black rook · a7 black pawn · b7 black pawn · d7 black knight · e7 black queen · g7 black pawn · c6 black pawn · e6 black pawn · f6 black knight · g6 white bishop · h6 black pawn · d4 white pawn · f4 white bishop · f3 white knight · a2 white pawn · b2 white pawn · c2 white pawn · f2 white pawn · g2 white pawn · h2 white pawn · a1 white rook · d1 white queen · f1 white rook · g1 white king | a8 black rook · c8 black bishop · d8 black king · f8 black bishop · h8 black rook · a7 black pawn · b7 black pawn · d7 black knight · e7 black queen · g7 black pawn · c6 black pawn · e6 black pawn · f6 black knight · g6 white bishop · h6 black pawn · d4 white pawn · f4 white bishop · f3 white knight · a2 white pawn · b2 white pawn · c2 white pawn · f2 white pawn · g2 white pawn · h2 white pawn · a1 white rook · d1 white queen · f1 white rook · g1 white king | 2 |
| 1 | a8 black rook · c8 black bishop · d8 black king · f8 black bishop · h8 black rook · a7 black pawn · b7 black pawn · d7 black knight · e7 black queen · g7 black pawn · c6 black pawn · e6 black pawn · f6 black knight · g6 white bishop · h6 black pawn · d4 white pawn · f4 white bishop · f3 white knight · a2 white pawn · b2 white pawn · c2 white pawn · f2 white pawn · g2 white pawn · h2 white pawn · a1 white rook · d1 white queen · f1 white rook · g1 white king | a8 black rook · c8 black bishop · d8 black king · f8 black bishop · h8 black rook · a7 black pawn · b7 black pawn · d7 black knight · e7 black queen · g7 black pawn · c6 black pawn · e6 black pawn · f6 black knight · g6 white bishop · h6 black pawn · d4 white pawn · f4 white bishop · f3 white knight · a2 white pawn · b2 white pawn · c2 white pawn · f2 white pawn · g2 white pawn · h2 white pawn · a1 white rook · d1 white queen · f1 white rook · g1 white king | a8 black rook · c8 black bishop · d8 black king · f8 black bishop · h8 black rook · a7 black pawn · b7 black pawn · d7 black knight · e7 black queen · g7 black pawn · c6 black pawn · e6 black pawn · f6 black knight · g6 white bishop · h6 black pawn · d4 white pawn · f4 white bishop · f3 white knight · a2 white pawn · b2 white pawn · c2 white pawn · f2 white pawn · g2 white pawn · h2 white pawn · a1 white rook · d1 white queen · f1 white rook · g1 white king | a8 black rook · c8 black bishop · d8 black king · f8 black bishop · h8 black rook · a7 black pawn · b7 black pawn · d7 black knight · e7 black queen · g7 black pawn · c6 black pawn · e6 black pawn · f6 black knight · g6 white bishop · h6 black pawn · d4 white pawn · f4 white bishop · f3 white knight · a2 white pawn · b2 white pawn · c2 white pawn · f2 white pawn · g2 white pawn · h2 white pawn · a1 white rook · d1 white queen · f1 white rook · g1 white king | a8 black rook · c8 black bishop · d8 black king · f8 black bishop · h8 black rook · a7 black pawn · b7 black pawn · d7 black knight · e7 black queen · g7 black pawn · c6 black pawn · e6 black pawn · f6 black knight · g6 white bishop · h6 black pawn · d4 white pawn · f4 white bishop · f3 white knight · a2 white pawn · b2 white pawn · c2 white pawn · f2 white pawn · g2 white pawn · h2 white pawn · a1 white rook · d1 white queen · f1 white rook · g1 white king | a8 black rook · c8 black bishop · d8 black king · f8 black bishop · h8 black rook · a7 black pawn · b7 black pawn · d7 black knight · e7 black queen · g7 black pawn · c6 black pawn · e6 black pawn · f6 black knight · g6 white bishop · h6 black pawn · d4 white pawn · f4 white bishop · f3 white knight · a2 white pawn · b2 white pawn · c2 white pawn · f2 white pawn · g2 white pawn · h2 white pawn · a1 white rook · d1 white queen · f1 white rook · g1 white king | a8 black rook · c8 black bishop · d8 black king · f8 black bishop · h8 black rook · a7 black pawn · b7 black pawn · d7 black knight · e7 black queen · g7 black pawn · c6 black pawn · e6 black pawn · f6 black knight · g6 white bishop · h6 black pawn · d4 white pawn · f4 white bishop · f3 white knight · a2 white pawn · b2 white pawn · c2 white pawn · f2 white pawn · g2 white pawn · h2 white pawn · a1 white rook · d1 white queen · f1 white rook · g1 white king | a8 black rook · c8 black bishop · d8 black king · f8 black bishop · h8 black rook · a7 black pawn · b7 black pawn · d7 black knight · e7 black queen · g7 black pawn · c6 black pawn · e6 black pawn · f6 black knight · g6 white bishop · h6 black pawn · d4 white pawn · f4 white bishop · f3 white knight · a2 white pawn · b2 white pawn · c2 white pawn · f2 white pawn · g2 white pawn · h2 white pawn · a1 white rook · d1 white queen · f1 white rook · g1 white king | 1 |
|   | a | b | c | d | e | f | g | h |   |

|   | a | b | c | d | e | f | g | h |   |
| 8 | a8 black rook · c8 black king · h8 black rook · a7 black pawn · d7 black knight · e7 black bishop · g7 black pawn · c6 black bishop · h6 black pawn · b5 black pawn · d5 black knight · f5 black pawn · c4 white pawn · d4 white pawn · d3 white queen · f3 white knight · g3 white bishop · b2 white pawn · f2 white pawn · g2 white pawn · h2 white pawn · a1 white rook · g1 white king | a8 black rook · c8 black king · h8 black rook · a7 black pawn · d7 black knight · e7 black bishop · g7 black pawn · c6 black bishop · h6 black pawn · b5 black pawn · d5 black knight · f5 black pawn · c4 white pawn · d4 white pawn · d3 white queen · f3 white knight · g3 white bishop · b2 white pawn · f2 white pawn · g2 white pawn · h2 white pawn · a1 white rook · g1 white king | a8 black rook · c8 black king · h8 black rook · a7 black pawn · d7 black knight · e7 black bishop · g7 black pawn · c6 black bishop · h6 black pawn · b5 black pawn · d5 black knight · f5 black pawn · c4 white pawn · d4 white pawn · d3 white queen · f3 white knight · g3 white bishop · b2 white pawn · f2 white pawn · g2 white pawn · h2 white pawn · a1 white rook · g1 white king | a8 black rook · c8 black king · h8 black rook · a7 black pawn · d7 black knight · e7 black bishop · g7 black pawn · c6 black bishop · h6 black pawn · b5 black pawn · d5 black knight · f5 black pawn · c4 white pawn · d4 white pawn · d3 white queen · f3 white knight · g3 white bishop · b2 white pawn · f2 white pawn · g2 white pawn · h2 white pawn · a1 white rook · g1 white king | a8 black rook · c8 black king · h8 black rook · a7 black pawn · d7 black knight · e7 black bishop · g7 black pawn · c6 black bishop · h6 black pawn · b5 black pawn · d5 black knight · f5 black pawn · c4 white pawn · d4 white pawn · d3 white queen · f3 white knight · g3 white bishop · b2 white pawn · f2 white pawn · g2 white pawn · h2 white pawn · a1 white rook · g1 white king | a8 black rook · c8 black king · h8 black rook · a7 black pawn · d7 black knight · e7 black bishop · g7 black pawn · c6 black bishop · h6 black pawn · b5 black pawn · d5 black knight · f5 black pawn · c4 white pawn · d4 white pawn · d3 white queen · f3 white knight · g3 white bishop · b2 white pawn · f2 white pawn · g2 white pawn · h2 white pawn · a1 white rook · g1 white king | a8 black rook · c8 black king · h8 black rook · a7 black pawn · d7 black knight · e7 black bishop · g7 black pawn · c6 black bishop · h6 black pawn · b5 black pawn · d5 black knight · f5 black pawn · c4 white pawn · d4 white pawn · d3 white queen · f3 white knight · g3 white bishop · b2 white pawn · f2 white pawn · g2 white pawn · h2 white pawn · a1 white rook · g1 white king | a8 black rook · c8 black king · h8 black rook · a7 black pawn · d7 black knight · e7 black bishop · g7 black pawn · c6 black bishop · h6 black pawn · b5 black pawn · d5 black knight · f5 black pawn · c4 white pawn · d4 white pawn · d3 white queen · f3 white knight · g3 white bishop · b2 white pawn · f2 white pawn · g2 white pawn · h2 white pawn · a1 white rook · g1 white king | 8 |
| 7 | a8 black rook · c8 black king · h8 black rook · a7 black pawn · d7 black knight · e7 black bishop · g7 black pawn · c6 black bishop · h6 black pawn · b5 black pawn · d5 black knight · f5 black pawn · c4 white pawn · d4 white pawn · d3 white queen · f3 white knight · g3 white bishop · b2 white pawn · f2 white pawn · g2 white pawn · h2 white pawn · a1 white rook · g1 white king | a8 black rook · c8 black king · h8 black rook · a7 black pawn · d7 black knight · e7 black bishop · g7 black pawn · c6 black bishop · h6 black pawn · b5 black pawn · d5 black knight · f5 black pawn · c4 white pawn · d4 white pawn · d3 white queen · f3 white knight · g3 white bishop · b2 white pawn · f2 white pawn · g2 white pawn · h2 white pawn · a1 white rook · g1 white king | a8 black rook · c8 black king · h8 black rook · a7 black pawn · d7 black knight · e7 black bishop · g7 black pawn · c6 black bishop · h6 black pawn · b5 black pawn · d5 black knight · f5 black pawn · c4 white pawn · d4 white pawn · d3 white queen · f3 white knight · g3 white bishop · b2 white pawn · f2 white pawn · g2 white pawn · h2 white pawn · a1 white rook · g1 white king | a8 black rook · c8 black king · h8 black rook · a7 black pawn · d7 black knight · e7 black bishop · g7 black pawn · c6 black bishop · h6 black pawn · b5 black pawn · d5 black knight · f5 black pawn · c4 white pawn · d4 white pawn · d3 white queen · f3 white knight · g3 white bishop · b2 white pawn · f2 white pawn · g2 white pawn · h2 white pawn · a1 white rook · g1 white king | a8 black rook · c8 black king · h8 black rook · a7 black pawn · d7 black knight · e7 black bishop · g7 black pawn · c6 black bishop · h6 black pawn · b5 black pawn · d5 black knight · f5 black pawn · c4 white pawn · d4 white pawn · d3 white queen · f3 white knight · g3 white bishop · b2 white pawn · f2 white pawn · g2 white pawn · h2 white pawn · a1 white rook · g1 white king | a8 black rook · c8 black king · h8 black rook · a7 black pawn · d7 black knight · e7 black bishop · g7 black pawn · c6 black bishop · h6 black pawn · b5 black pawn · d5 black knight · f5 black pawn · c4 white pawn · d4 white pawn · d3 white queen · f3 white knight · g3 white bishop · b2 white pawn · f2 white pawn · g2 white pawn · h2 white pawn · a1 white rook · g1 white king | a8 black rook · c8 black king · h8 black rook · a7 black pawn · d7 black knight · e7 black bishop · g7 black pawn · c6 black bishop · h6 black pawn · b5 black pawn · d5 black knight · f5 black pawn · c4 white pawn · d4 white pawn · d3 white queen · f3 white knight · g3 white bishop · b2 white pawn · f2 white pawn · g2 white pawn · h2 white pawn · a1 white rook · g1 white king | a8 black rook · c8 black king · h8 black rook · a7 black pawn · d7 black knight · e7 black bishop · g7 black pawn · c6 black bishop · h6 black pawn · b5 black pawn · d5 black knight · f5 black pawn · c4 white pawn · d4 white pawn · d3 white queen · f3 white knight · g3 white bishop · b2 white pawn · f2 white pawn · g2 white pawn · h2 white pawn · a1 white rook · g1 white king | 7 |
| 6 | a8 black rook · c8 black king · h8 black rook · a7 black pawn · d7 black knight · e7 black bishop · g7 black pawn · c6 black bishop · h6 black pawn · b5 black pawn · d5 black knight · f5 black pawn · c4 white pawn · d4 white pawn · d3 white queen · f3 white knight · g3 white bishop · b2 white pawn · f2 white pawn · g2 white pawn · h2 white pawn · a1 white rook · g1 white king | a8 black rook · c8 black king · h8 black rook · a7 black pawn · d7 black knight · e7 black bishop · g7 black pawn · c6 black bishop · h6 black pawn · b5 black pawn · d5 black knight · f5 black pawn · c4 white pawn · d4 white pawn · d3 white queen · f3 white knight · g3 white bishop · b2 white pawn · f2 white pawn · g2 white pawn · h2 white pawn · a1 white rook · g1 white king | a8 black rook · c8 black king · h8 black rook · a7 black pawn · d7 black knight · e7 black bishop · g7 black pawn · c6 black bishop · h6 black pawn · b5 black pawn · d5 black knight · f5 black pawn · c4 white pawn · d4 white pawn · d3 white queen · f3 white knight · g3 white bishop · b2 white pawn · f2 white pawn · g2 white pawn · h2 white pawn · a1 white rook · g1 white king | a8 black rook · c8 black king · h8 black rook · a7 black pawn · d7 black knight · e7 black bishop · g7 black pawn · c6 black bishop · h6 black pawn · b5 black pawn · d5 black knight · f5 black pawn · c4 white pawn · d4 white pawn · d3 white queen · f3 white knight · g3 white bishop · b2 white pawn · f2 white pawn · g2 white pawn · h2 white pawn · a1 white rook · g1 white king | a8 black rook · c8 black king · h8 black rook · a7 black pawn · d7 black knight · e7 black bishop · g7 black pawn · c6 black bishop · h6 black pawn · b5 black pawn · d5 black knight · f5 black pawn · c4 white pawn · d4 white pawn · d3 white queen · f3 white knight · g3 white bishop · b2 white pawn · f2 white pawn · g2 white pawn · h2 white pawn · a1 white rook · g1 white king | a8 black rook · c8 black king · h8 black rook · a7 black pawn · d7 black knight · e7 black bishop · g7 black pawn · c6 black bishop · h6 black pawn · b5 black pawn · d5 black knight · f5 black pawn · c4 white pawn · d4 white pawn · d3 white queen · f3 white knight · g3 white bishop · b2 white pawn · f2 white pawn · g2 white pawn · h2 white pawn · a1 white rook · g1 white king | a8 black rook · c8 black king · h8 black rook · a7 black pawn · d7 black knight · e7 black bishop · g7 black pawn · c6 black bishop · h6 black pawn · b5 black pawn · d5 black knight · f5 black pawn · c4 white pawn · d4 white pawn · d3 white queen · f3 white knight · g3 white bishop · b2 white pawn · f2 white pawn · g2 white pawn · h2 white pawn · a1 white rook · g1 white king | a8 black rook · c8 black king · h8 black rook · a7 black pawn · d7 black knight · e7 black bishop · g7 black pawn · c6 black bishop · h6 black pawn · b5 black pawn · d5 black knight · f5 black pawn · c4 white pawn · d4 white pawn · d3 white queen · f3 white knight · g3 white bishop · b2 white pawn · f2 white pawn · g2 white pawn · h2 white pawn · a1 white rook · g1 white king | 6 |
| 5 | a8 black rook · c8 black king · h8 black rook · a7 black pawn · d7 black knight · e7 black bishop · g7 black pawn · c6 black bishop · h6 black pawn · b5 black pawn · d5 black knight · f5 black pawn · c4 white pawn · d4 white pawn · d3 white queen · f3 white knight · g3 white bishop · b2 white pawn · f2 white pawn · g2 white pawn · h2 white pawn · a1 white rook · g1 white king | a8 black rook · c8 black king · h8 black rook · a7 black pawn · d7 black knight · e7 black bishop · g7 black pawn · c6 black bishop · h6 black pawn · b5 black pawn · d5 black knight · f5 black pawn · c4 white pawn · d4 white pawn · d3 white queen · f3 white knight · g3 white bishop · b2 white pawn · f2 white pawn · g2 white pawn · h2 white pawn · a1 white rook · g1 white king | a8 black rook · c8 black king · h8 black rook · a7 black pawn · d7 black knight · e7 black bishop · g7 black pawn · c6 black bishop · h6 black pawn · b5 black pawn · d5 black knight · f5 black pawn · c4 white pawn · d4 white pawn · d3 white queen · f3 white knight · g3 white bishop · b2 white pawn · f2 white pawn · g2 white pawn · h2 white pawn · a1 white rook · g1 white king | a8 black rook · c8 black king · h8 black rook · a7 black pawn · d7 black knight · e7 black bishop · g7 black pawn · c6 black bishop · h6 black pawn · b5 black pawn · d5 black knight · f5 black pawn · c4 white pawn · d4 white pawn · d3 white queen · f3 white knight · g3 white bishop · b2 white pawn · f2 white pawn · g2 white pawn · h2 white pawn · a1 white rook · g1 white king | a8 black rook · c8 black king · h8 black rook · a7 black pawn · d7 black knight · e7 black bishop · g7 black pawn · c6 black bishop · h6 black pawn · b5 black pawn · d5 black knight · f5 black pawn · c4 white pawn · d4 white pawn · d3 white queen · f3 white knight · g3 white bishop · b2 white pawn · f2 white pawn · g2 white pawn · h2 white pawn · a1 white rook · g1 white king | a8 black rook · c8 black king · h8 black rook · a7 black pawn · d7 black knight · e7 black bishop · g7 black pawn · c6 black bishop · h6 black pawn · b5 black pawn · d5 black knight · f5 black pawn · c4 white pawn · d4 white pawn · d3 white queen · f3 white knight · g3 white bishop · b2 white pawn · f2 white pawn · g2 white pawn · h2 white pawn · a1 white rook · g1 white king | a8 black rook · c8 black king · h8 black rook · a7 black pawn · d7 black knight · e7 black bishop · g7 black pawn · c6 black bishop · h6 black pawn · b5 black pawn · d5 black knight · f5 black pawn · c4 white pawn · d4 white pawn · d3 white queen · f3 white knight · g3 white bishop · b2 white pawn · f2 white pawn · g2 white pawn · h2 white pawn · a1 white rook · g1 white king | a8 black rook · c8 black king · h8 black rook · a7 black pawn · d7 black knight · e7 black bishop · g7 black pawn · c6 black bishop · h6 black pawn · b5 black pawn · d5 black knight · f5 black pawn · c4 white pawn · d4 white pawn · d3 white queen · f3 white knight · g3 white bishop · b2 white pawn · f2 white pawn · g2 white pawn · h2 white pawn · a1 white rook · g1 white king | 5 |
| 4 | a8 black rook · c8 black king · h8 black rook · a7 black pawn · d7 black knight · e7 black bishop · g7 black pawn · c6 black bishop · h6 black pawn · b5 black pawn · d5 black knight · f5 black pawn · c4 white pawn · d4 white pawn · d3 white queen · f3 white knight · g3 white bishop · b2 white pawn · f2 white pawn · g2 white pawn · h2 white pawn · a1 white rook · g1 white king | a8 black rook · c8 black king · h8 black rook · a7 black pawn · d7 black knight · e7 black bishop · g7 black pawn · c6 black bishop · h6 black pawn · b5 black pawn · d5 black knight · f5 black pawn · c4 white pawn · d4 white pawn · d3 white queen · f3 white knight · g3 white bishop · b2 white pawn · f2 white pawn · g2 white pawn · h2 white pawn · a1 white rook · g1 white king | a8 black rook · c8 black king · h8 black rook · a7 black pawn · d7 black knight · e7 black bishop · g7 black pawn · c6 black bishop · h6 black pawn · b5 black pawn · d5 black knight · f5 black pawn · c4 white pawn · d4 white pawn · d3 white queen · f3 white knight · g3 white bishop · b2 white pawn · f2 white pawn · g2 white pawn · h2 white pawn · a1 white rook · g1 white king | a8 black rook · c8 black king · h8 black rook · a7 black pawn · d7 black knight · e7 black bishop · g7 black pawn · c6 black bishop · h6 black pawn · b5 black pawn · d5 black knight · f5 black pawn · c4 white pawn · d4 white pawn · d3 white queen · f3 white knight · g3 white bishop · b2 white pawn · f2 white pawn · g2 white pawn · h2 white pawn · a1 white rook · g1 white king | a8 black rook · c8 black king · h8 black rook · a7 black pawn · d7 black knight · e7 black bishop · g7 black pawn · c6 black bishop · h6 black pawn · b5 black pawn · d5 black knight · f5 black pawn · c4 white pawn · d4 white pawn · d3 white queen · f3 white knight · g3 white bishop · b2 white pawn · f2 white pawn · g2 white pawn · h2 white pawn · a1 white rook · g1 white king | a8 black rook · c8 black king · h8 black rook · a7 black pawn · d7 black knight · e7 black bishop · g7 black pawn · c6 black bishop · h6 black pawn · b5 black pawn · d5 black knight · f5 black pawn · c4 white pawn · d4 white pawn · d3 white queen · f3 white knight · g3 white bishop · b2 white pawn · f2 white pawn · g2 white pawn · h2 white pawn · a1 white rook · g1 white king | a8 black rook · c8 black king · h8 black rook · a7 black pawn · d7 black knight · e7 black bishop · g7 black pawn · c6 black bishop · h6 black pawn · b5 black pawn · d5 black knight · f5 black pawn · c4 white pawn · d4 white pawn · d3 white queen · f3 white knight · g3 white bishop · b2 white pawn · f2 white pawn · g2 white pawn · h2 white pawn · a1 white rook · g1 white king | a8 black rook · c8 black king · h8 black rook · a7 black pawn · d7 black knight · e7 black bishop · g7 black pawn · c6 black bishop · h6 black pawn · b5 black pawn · d5 black knight · f5 black pawn · c4 white pawn · d4 white pawn · d3 white queen · f3 white knight · g3 white bishop · b2 white pawn · f2 white pawn · g2 white pawn · h2 white pawn · a1 white rook · g1 white king | 4 |
| 3 | a8 black rook · c8 black king · h8 black rook · a7 black pawn · d7 black knight · e7 black bishop · g7 black pawn · c6 black bishop · h6 black pawn · b5 black pawn · d5 black knight · f5 black pawn · c4 white pawn · d4 white pawn · d3 white queen · f3 white knight · g3 white bishop · b2 white pawn · f2 white pawn · g2 white pawn · h2 white pawn · a1 white rook · g1 white king | a8 black rook · c8 black king · h8 black rook · a7 black pawn · d7 black knight · e7 black bishop · g7 black pawn · c6 black bishop · h6 black pawn · b5 black pawn · d5 black knight · f5 black pawn · c4 white pawn · d4 white pawn · d3 white queen · f3 white knight · g3 white bishop · b2 white pawn · f2 white pawn · g2 white pawn · h2 white pawn · a1 white rook · g1 white king | a8 black rook · c8 black king · h8 black rook · a7 black pawn · d7 black knight · e7 black bishop · g7 black pawn · c6 black bishop · h6 black pawn · b5 black pawn · d5 black knight · f5 black pawn · c4 white pawn · d4 white pawn · d3 white queen · f3 white knight · g3 white bishop · b2 white pawn · f2 white pawn · g2 white pawn · h2 white pawn · a1 white rook · g1 white king | a8 black rook · c8 black king · h8 black rook · a7 black pawn · d7 black knight · e7 black bishop · g7 black pawn · c6 black bishop · h6 black pawn · b5 black pawn · d5 black knight · f5 black pawn · c4 white pawn · d4 white pawn · d3 white queen · f3 white knight · g3 white bishop · b2 white pawn · f2 white pawn · g2 white pawn · h2 white pawn · a1 white rook · g1 white king | a8 black rook · c8 black king · h8 black rook · a7 black pawn · d7 black knight · e7 black bishop · g7 black pawn · c6 black bishop · h6 black pawn · b5 black pawn · d5 black knight · f5 black pawn · c4 white pawn · d4 white pawn · d3 white queen · f3 white knight · g3 white bishop · b2 white pawn · f2 white pawn · g2 white pawn · h2 white pawn · a1 white rook · g1 white king | a8 black rook · c8 black king · h8 black rook · a7 black pawn · d7 black knight · e7 black bishop · g7 black pawn · c6 black bishop · h6 black pawn · b5 black pawn · d5 black knight · f5 black pawn · c4 white pawn · d4 white pawn · d3 white queen · f3 white knight · g3 white bishop · b2 white pawn · f2 white pawn · g2 white pawn · h2 white pawn · a1 white rook · g1 white king | a8 black rook · c8 black king · h8 black rook · a7 black pawn · d7 black knight · e7 black bishop · g7 black pawn · c6 black bishop · h6 black pawn · b5 black pawn · d5 black knight · f5 black pawn · c4 white pawn · d4 white pawn · d3 white queen · f3 white knight · g3 white bishop · b2 white pawn · f2 white pawn · g2 white pawn · h2 white pawn · a1 white rook · g1 white king | a8 black rook · c8 black king · h8 black rook · a7 black pawn · d7 black knight · e7 black bishop · g7 black pawn · c6 black bishop · h6 black pawn · b5 black pawn · d5 black knight · f5 black pawn · c4 white pawn · d4 white pawn · d3 white queen · f3 white knight · g3 white bishop · b2 white pawn · f2 white pawn · g2 white pawn · h2 white pawn · a1 white rook · g1 white king | 3 |
| 2 | a8 black rook · c8 black king · h8 black rook · a7 black pawn · d7 black knight · e7 black bishop · g7 black pawn · c6 black bishop · h6 black pawn · b5 black pawn · d5 black knight · f5 black pawn · c4 white pawn · d4 white pawn · d3 white queen · f3 white knight · g3 white bishop · b2 white pawn · f2 white pawn · g2 white pawn · h2 white pawn · a1 white rook · g1 white king | a8 black rook · c8 black king · h8 black rook · a7 black pawn · d7 black knight · e7 black bishop · g7 black pawn · c6 black bishop · h6 black pawn · b5 black pawn · d5 black knight · f5 black pawn · c4 white pawn · d4 white pawn · d3 white queen · f3 white knight · g3 white bishop · b2 white pawn · f2 white pawn · g2 white pawn · h2 white pawn · a1 white rook · g1 white king | a8 black rook · c8 black king · h8 black rook · a7 black pawn · d7 black knight · e7 black bishop · g7 black pawn · c6 black bishop · h6 black pawn · b5 black pawn · d5 black knight · f5 black pawn · c4 white pawn · d4 white pawn · d3 white queen · f3 white knight · g3 white bishop · b2 white pawn · f2 white pawn · g2 white pawn · h2 white pawn · a1 white rook · g1 white king | a8 black rook · c8 black king · h8 black rook · a7 black pawn · d7 black knight · e7 black bishop · g7 black pawn · c6 black bishop · h6 black pawn · b5 black pawn · d5 black knight · f5 black pawn · c4 white pawn · d4 white pawn · d3 white queen · f3 white knight · g3 white bishop · b2 white pawn · f2 white pawn · g2 white pawn · h2 white pawn · a1 white rook · g1 white king | a8 black rook · c8 black king · h8 black rook · a7 black pawn · d7 black knight · e7 black bishop · g7 black pawn · c6 black bishop · h6 black pawn · b5 black pawn · d5 black knight · f5 black pawn · c4 white pawn · d4 white pawn · d3 white queen · f3 white knight · g3 white bishop · b2 white pawn · f2 white pawn · g2 white pawn · h2 white pawn · a1 white rook · g1 white king | a8 black rook · c8 black king · h8 black rook · a7 black pawn · d7 black knight · e7 black bishop · g7 black pawn · c6 black bishop · h6 black pawn · b5 black pawn · d5 black knight · f5 black pawn · c4 white pawn · d4 white pawn · d3 white queen · f3 white knight · g3 white bishop · b2 white pawn · f2 white pawn · g2 white pawn · h2 white pawn · a1 white rook · g1 white king | a8 black rook · c8 black king · h8 black rook · a7 black pawn · d7 black knight · e7 black bishop · g7 black pawn · c6 black bishop · h6 black pawn · b5 black pawn · d5 black knight · f5 black pawn · c4 white pawn · d4 white pawn · d3 white queen · f3 white knight · g3 white bishop · b2 white pawn · f2 white pawn · g2 white pawn · h2 white pawn · a1 white rook · g1 white king | a8 black rook · c8 black king · h8 black rook · a7 black pawn · d7 black knight · e7 black bishop · g7 black pawn · c6 black bishop · h6 black pawn · b5 black pawn · d5 black knight · f5 black pawn · c4 white pawn · d4 white pawn · d3 white queen · f3 white knight · g3 white bishop · b2 white pawn · f2 white pawn · g2 white pawn · h2 white pawn · a1 white rook · g1 white king | 2 |
| 1 | a8 black rook · c8 black king · h8 black rook · a7 black pawn · d7 black knight · e7 black bishop · g7 black pawn · c6 black bishop · h6 black pawn · b5 black pawn · d5 black knight · f5 black pawn · c4 white pawn · d4 white pawn · d3 white queen · f3 white knight · g3 white bishop · b2 white pawn · f2 white pawn · g2 white pawn · h2 white pawn · a1 white rook · g1 white king | a8 black rook · c8 black king · h8 black rook · a7 black pawn · d7 black knight · e7 black bishop · g7 black pawn · c6 black bishop · h6 black pawn · b5 black pawn · d5 black knight · f5 black pawn · c4 white pawn · d4 white pawn · d3 white queen · f3 white knight · g3 white bishop · b2 white pawn · f2 white pawn · g2 white pawn · h2 white pawn · a1 white rook · g1 white king | a8 black rook · c8 black king · h8 black rook · a7 black pawn · d7 black knight · e7 black bishop · g7 black pawn · c6 black bishop · h6 black pawn · b5 black pawn · d5 black knight · f5 black pawn · c4 white pawn · d4 white pawn · d3 white queen · f3 white knight · g3 white bishop · b2 white pawn · f2 white pawn · g2 white pawn · h2 white pawn · a1 white rook · g1 white king | a8 black rook · c8 black king · h8 black rook · a7 black pawn · d7 black knight · e7 black bishop · g7 black pawn · c6 black bishop · h6 black pawn · b5 black pawn · d5 black knight · f5 black pawn · c4 white pawn · d4 white pawn · d3 white queen · f3 white knight · g3 white bishop · b2 white pawn · f2 white pawn · g2 white pawn · h2 white pawn · a1 white rook · g1 white king | a8 black rook · c8 black king · h8 black rook · a7 black pawn · d7 black knight · e7 black bishop · g7 black pawn · c6 black bishop · h6 black pawn · b5 black pawn · d5 black knight · f5 black pawn · c4 white pawn · d4 white pawn · d3 white queen · f3 white knight · g3 white bishop · b2 white pawn · f2 white pawn · g2 white pawn · h2 white pawn · a1 white rook · g1 white king | a8 black rook · c8 black king · h8 black rook · a7 black pawn · d7 black knight · e7 black bishop · g7 black pawn · c6 black bishop · h6 black pawn · b5 black pawn · d5 black knight · f5 black pawn · c4 white pawn · d4 white pawn · d3 white queen · f3 white knight · g3 white bishop · b2 white pawn · f2 white pawn · g2 white pawn · h2 white pawn · a1 white rook · g1 white king | a8 black rook · c8 black king · h8 black rook · a7 black pawn · d7 black knight · e7 black bishop · g7 black pawn · c6 black bishop · h6 black pawn · b5 black pawn · d5 black knight · f5 black pawn · c4 white pawn · d4 white pawn · d3 white queen · f3 white knight · g3 white bishop · b2 white pawn · f2 white pawn · g2 white pawn · h2 white pawn · a1 white rook · g1 white king | a8 black rook · c8 black king · h8 black rook · a7 black pawn · d7 black knight · e7 black bishop · g7 black pawn · c6 black bishop · h6 black pawn · b5 black pawn · d5 black knight · f5 black pawn · c4 white pawn · d4 white pawn · d3 white queen · f3 white knight · g3 white bishop · b2 white pawn · f2 white pawn · g2 white pawn · h2 white pawn · a1 white rook · g1 white king | 1 |
|   | a | b | c | d | e | f | g | h |   |

1. e4 c6
Đôi chút không điển hình, Kasparov chơi khai cuộc Phòng thủ Caro–Kann chắc chắn. Thường khi thi đấu với người ông chọn các phương án như 1...e5 hoặc 1...c5.
2. d4 d5 3. Mc3 dxe4 4. Mxe4 Md7 5. Mg5 (xem hình)
Nước 5...Mg5 vi phạm một trong những nguyên tắc khai cuộc cơ bản ("không di chuyển cùng một quân hai lần trong khai cuộc"), tuy nhiên nước đi này gây áp lực lên ô f7 yếu. Bản thân Kasparov cũng từng chơi nước này ít nhất ba lần trước đó khi cầm quân Trắng.
5... Mgf6
Không 5...h6? 6.Me6! fxe6?? 7.Hh5+ g6 8.Hxg6#; 6...Hb6 7.Mxf8 Mxf8 8.c3 Tf5 9.Mge2 Mf6 10.a4 M8d7 11.Mg3 Tg6 12.Td3 và đến đây Deep Rybka 3 cho rằng Trắng có lợi thế (0.13).
6. Td3 e6 7. M1f3 h6? (xem hình)
Sự lựa chọn lạ lùng của Kasparov, một trong những kỳ thủ thông thạo lý thuyết nhất trong lịch sử cờ vua. Nước đi này có thể cân nhắc xem như một blunder (sai lầm nghiêm trọng), chơi...h6 vào lúc này là quá sớm. Phương án bình thường 7...Td6 8.He2 h6 9.Me4 Mxe4 10.Hxe4 từng xuất hiện trong các ván Kasparov(!)–Kamsky, 1994; Kasparov–Epishin, 1995, và nhiều ván khác. Lúc này, Trắng có một nước thí quân cực mạnh được biết đến rất rõ trong lý thuyết, và đáng ra Kasparov phải biết đến nó, hoặc có thể ông quên?.
Feng-Hsiung Hsu, nhà sáng lập hệ thống của Deep Blue, đề xuất rằng đây là một nước chống lại máy tính có chủ ý của Kasparov. Khách quan mà nói, nước đi này cũng "có thể" ổn, mặc dù nó sẽ đem lại một thế trận rất khó khăn cho kỳ thủ cầm quân Đen. Câu trả lời của Trắng là rất mạnh, nhưng những chương trình máy tính mà Kasparov đã quen thuộc có thể sẽ chơi không đúng cách sau đó. Một số biến đã bị dừng lại không phân tích tiếp từ nước Mxe6, vì Trắng thắng quá dễ. Bởi vậy Hsu đề xuất rằng có thể Kasparov dự kiến Deep Blue sẽ thí Mã và sau đó gặp những khó khăn, hoặc chạy Mã và mất một temp.
8. Mxe6!
Nước thí Mã này đã được lập trình trong sách khai cuộc của chiếc máy tính. Đây là nước từng gặp không ít lần trong những ván đấu đẳng cấp cao trước đó, giúp Trắng giành được lợi thế lớn. Tuy nhiên, nếu tự bản thân Deep Blue tính toán, có thể nó sẽ không chơi như vậy. Sự bù đắp cho quân Mã thí là chưa thật rõ ràng để mà Deep Blue có thể nhìn thấy. Các chương trình cờ vua mạnh chạy trên máy tính để bàn thông thường hiện nay đều tìm ra được nước Mxe6 mà không cần đến sách khai cuộc.
8... He7
Thay vì ăn ngay, Kasparov giằng (ghim) quân Mã để cho Vua có ô d8 chạy sang. Tuy nhiên, nhiều người đã chỉ trích nước đi này và cho rằng Kasparov cần phải ăn Mã ngay. Dù Vua Đen mất hai nước để đến ô d8, sau khi 8...fxe6 9.Tg6+ Ve7, nhưng Hậu sẽ có vị trí phù hợp hơn ở c7.
9. 0-0
Trắng nhập thành. Nếu Đen 9...Hxe6?? sẽ mất Hậu với 10.Xe1. Kasparov giờ hoặc ăn Mã ngay hoặc chịu kém không một Tốt.
9... fxe6 10. Tg6+ Vd8 11. Tf4 (xem hình)
Nếu Tượng Đen ở d6 thay vì f8, Trắng đã không thể chơi như vậy. Sau khi thí Mã, hai quân Tượng của Trắng đang bóp nghẹt thế trận của Đen. Với việc Vua đã di chuyển, cơ hội nhập thành không còn, Hậu thì đang cản trở đường phát triển của Tượng f8, Đen thực sự gặp rắc rối lớn với thế trận của mình.
11... b5?
Giai đoạn khai cuộc coi như kết thúc và kể từ thời điểm này, Deep Blue bắt đầu phải tự suy nghĩ bằng khả năng của nó. Ý đồ của Kasparov là tìm kiếm cơ hội bên cánh Hậu và ngăn không cho Trắng chơi c2-c4. Tuy nhiên Schwartzman, Seirawan, và Rajlich đểu cho rằng đây là một nước yếu, nếu không muốn nói là sai lầm bởi nó vừa làm suy yếu cấu trúc Tốt bên cánh Hậu vừa giúp cho Trắng có thể mở cột.
12. a4 Tb7
Theo như Keene, giữ cho thế cờ kín bằng 12...b4 là bắt buộc, nhưng tiếp theo 13.c4 thế trận Đen sẽ trở nên tù túng.
13. Xe1 Md5 14. Tg3 Vc8 15. axb5 cxb5 16. Hd3 Tc6? 17. Tf5
Trắng dồn áp lực vào Tốt Đen e6 và có kế hoạch chiếm lĩnh thế trận bằng Xe. Kasparov không thể giữ được chất và buộc phải từ bỏ Hậu lấy Xe và Tượng.
17... exf5 18. Xxe7 Txe7 19. c4 1–0
Kasparov đầu hàng vì Hậu Trắng sẽ sớm chiếm lĩnh các ô c4 hoặc f5. Diễn biến tiếp theo có thể là: 19...bxc4 20.Hxc4 Mb4 (20...Vb7 21.Ha6 mat!) 21.Xe1 Vd8 22.Xxe7 Vxe7 23.Hxb4+.
Sau ván đấu này Kasparov đã cáo buộc bên Deep Blue gian lận (như là: có cả một đội ngũ kiện tướng hỗ trợ cho chiếc máy tính). Mặc dù Kasparov muốn một trận tái đấu khác, IBM từ chối và kết thúc chương trình Deep Blue của họ.